# 2025年の政治
< 2024年 | 2025年の政治 | 2026年 >
2025年の政治（2025ねんのせいじ）とは、2025年における世界各国の政治分野の出来事などについてまとめるものである。なお、国旗がない記述は日本における出来事である。

## 出来事

### 1月
- 1日
  -  カリン・ケラー＝ズッターがスイス連邦大統領、ギー・パルムランが連邦副大統領に就任[1]。
  -  収賄などの罪で起訴された中華民国の第2野党・台湾民衆党の柯文哲主席は、党の拡大中央委員会で辞任を申し出て了承された[2]。
  -  ウクライナが国際刑事裁判所に加盟[3]。
  -  ロシアがモルドバとの債務問題などを理由に同国への天然ガス供給を停止。政府の支配地域は現時点では問題ないとみられるが、同国内で親ロシア系住民の分離独立派が実行支配する沿ドニエストル共和国では暖房が止まる事態となった[4]。
  -  国際連合安全保障理事会非常任理事国にデンマーク・ギリシャ・パキスタン・パナマ・ソマリアが就任。任期は2026年12月31日まで[5]。
- 3日
  -  地元警察や高位公職者犯罪捜査処（公捜処）などで組織された合同捜査本部は、内乱罪の容疑で尹錫悦大統領に対する拘束令状の執行を開始したと発表[6]。公捜処の捜査員らは拘束令状の執行に向けて大統領公邸に入ったが、大統領警護処（英語版）の要員らに建物への立ち入りを阻まれ、公捜処は同日午後、執行の中止を表明[7]。6日、公捜処が逮捕状の延長を申請[8]。
  -  アメリカ合衆国第119議会開会。下院では共和党のマイク・ジョンソンを議長に再選[9]。
  -  トリニダード・トバゴのキース・ローリー首相が、年内の任期満了に伴う総選挙よりも前に辞任すると表明し、政界からの引退も示唆[10]。6日、与党人民国民運動（英語版）は後継の首相にスチュアート・ヤング（英語版）を選出[11]。
- 4日 -  オーストリア国民党は2日にネオス（英語版）、3日に社会民主党との連立交渉が決裂したことを受けてカール・ネーハマー党首が首相辞任を表明[12]。6日、アレクサンダー・ファン・デア・ベレン大統領がオーストリア自由党のヘルベルト・キクル党首に組閣を要請[13]。5日、国民党はクリスティアン・シュトッカー事務局長を暫定党首に選出[14]。10日、アレクサンダー・シャレンベルク外相が暫定首相を兼任[15]。
- 6日
  - 自民党の前衆議院議員・義家弘介が3月末を以て政界を引退すると表明[16]。
  -  ジャスティン・トルドー首相が与党・カナダ自由党の党首を辞任すると表明。後任の党首が選出されるまでの間は首相職に留まる。その与党新党首が選出されるまでの間、カナダ議会は3月24日まで休会となる。主要野党3党は内閣不信任決議案を提出することを表明[17]。
  -  ベネズエラがパラグアイと国交を断絶。パラグアイは昨年7月のベネズエラ大統領選挙（英語版）でニコラス・マドゥロの再選を認めず、野党候補のエドムンド・ゴンサレス（英語版）を当選者と認定[18]。
  -  サントメ・プリンシペのカルロス・ビラ・ノヴァ大統領がパトリセ・トロボアダ首相に対し、不忠であり国外滞在期間が長いという理由から内閣を更迭し、与党・独立民主行動（英語版） (ADI)に対して72時間以内に別の首相候補を指定するよう要求[19]。8日、ADIはエリオ・ヴァス・デ・アルメイダ(Hélio Vaz de Almeida)を首相に提案したが、ノヴァ大統領は翌9日にこれを拒否し[20]、イルザ・アマド・ヴァス（英語版）を首相に任命[21]。11日に新内閣の陣容を発表[22]。しかし12日、ヴァスは首相に就任することなく辞任を表明。ADIは新首相に元司法長官のアデリーノ・ペレイラ(Adelino Pereira)を推薦したが、ノヴァ大統領はADIが推薦していないアメリコ・ラモス（英語版）を任命[23]。14日、ヴァスを外相、ガレス・グアダループ（英語版）を財務相とする新内閣が発足[24]。
  -  アメリカ合衆国議会は上下両院合同会議を開き、次期大統領にドナルド・トランプを正式に選出[25]。
  -  連邦準備制度理事会は、マイケル・バー（英語版）副議長が2月28日に辞任することを公表。理事には留まる[26]。
  -  ソマリランド議会は、イロ大統領より2024年12月14日に提示された新政権の閣僚人事案のうち外相や国防相、財務相など主要な閣僚を含む19人についてそれぞれ個別に投票を行い、過半数の賛成を得て承認[27]。
- 7日
  -  ニューカレドニア議会は新政権のメンバー11人を選出したが、政府主席選挙はアルシド・ポンガ（フランス語版）が4票、サミュエル・ネプーン（フランス語版）が3票と過半数を得た候補者がおらず選出に失敗[28]。8日の第2回目投票でポンガが6票を集め当選、ネプーンは3票[29]。
  -  ベルギーの国王フィリップが、新フラームス同盟党首のバルト・デウェーフェルの組閣担当者(formateur)としての任期を延長し、31日まで組閣協議を続けるよう要請[30]。31日夜遅くに新政権樹立で合意[31]。
  -  アメリカ合衆国デラウェア州のジョン・C・カーニー（英語版）州知事がウィルミントン市長に就任するため、21日までの残り2週間の任期を残して退任。ベサニー・ホール＝ロング（英語版）副知事が知事に昇格[32]。
  -  商品先物取引委員会（英語版）のロスティン・ベーナム（英語版）議長がドナルド・トランプが大統領に就任する20日に辞任することを公表[33]。
  -  ンジャメナのチャド大統領官邸は武装集団に襲撃され、襲撃者を含む20人が死亡[34]。
- 9日 -  レバノン国民議会が大統領選挙を実施し、軍司令官のジョゼフ・アウンが第1回目投票で71票（必要票数は86票）、第2回目投票で99票（必要票数は65票）を獲得し当選[35]。13日、国民議会での首相指名選挙で国際司法裁判所(ICJ)所長のナワフ・サラーム（英語版）が84票、現職のナジーブ・ミーカーティーが9票を獲得し、アウンがサラームに対して組閣を要請[36]。14日、サラームがICJ所長と裁判官を辞任[37]。2月に新内閣発足（→2月8日を参照）。
- 10日
  - 自民党は、無所属の三反園訓・広瀬建の両衆院議員を入党させると発表[38]。
  -  大統領警護処長（朝鮮語版）朴鐘俊（朝鮮語版）が辞任し、警察に出頭[39]。
  -  ドナルド・トランプ次期大統領が不倫の口止め料をめぐって業務記録を改ざんした罪に問われた事件の裁判で、ニューヨーク州地裁は、有罪評決を維持しつつ刑罰を科さない「無条件での放免」を言い渡した[40]。
  -  J・D・ヴァンスが20日の副大統領就任を前に上院議員を辞職[41]。
  -  ベネズエラのニコラス・マドゥロ大統領が3期目の就任式を強行。欧米諸国は選挙結果を認めず経済制裁を発表[42]。
  -  モナコのディディエ・ギヨーム国務大臣（首相格）が入院のためイザベル・ベロ＝アマデイ外相を首相代行に任命[43]。17日、ギヨームが死去[44]。
- 12日
  - 群馬県伊勢崎市長選挙が告示され、現職の臂泰雄が無投票で再選[45]。
  -  大韓民国警察庁は、尹に対する拘束令状の執行を阻止したとして特殊公務執行妨害などの疑いで、大統領警護処長（朝鮮語版）権限代行の金声勲次長の拘束令状を憲法裁判所に請求した[46]。
  -  クロアチア大統領選挙（英語版）決選投票を執行。現職のゾラン・ミラノヴィッチが約75％を得票し勝利宣言。元科学・教育・スポーツ相のドラガン・プリモラツ（英語版）は約25％[47]。
  -  コモロ総選挙（英語版）第1回投票を執行。与党コモロ改革会議（英語版）は33議席中28議席を獲得する見通し[48]。
- 14日
  - 政府が24日に通常国会を召集すると閣議決定。同日、衆参両院の議院運営委員会の理事会が開催。林芳正官房長官が通常国会を1月24日に召集する日程とともに、新年度予算案を提出すると各党に伝達[49][50]。
  -  イギリス大蔵省経済担当政務次官（英語版）のチューリップ・シディーク（英語版）がおばであるバングラデシュ前首相シェイク・ハシナに関する汚職疑惑の捜査を受けて辞任[51]。
  -  アメリカ合衆国のジョー・バイデン大統領がキューバに対するテロ支援国家指定を解除すると議会に通知[52]。
- 15日
  - 広島県安芸高田市の元市長で、2024年東京都知事選挙で次点となった石丸伸二が、地域政党『再生の道』の旗揚げを発表。今夏執行予定の東京都議会議員選挙において全選挙区に候補者を擁立するとしている[53]。
  -  大韓民国の高位公職者犯罪捜査処（公捜処）と警察庁は職務停止中の尹錫悦大統領を内乱などの容疑で身柄を拘束。現職大統領の拘束は韓国史上初[54]。翌17日、公捜処は尹大統領に対する逮捕状をソウル西部地裁に請求[55]。26日、検察が尹大統領を内乱罪で起訴[56]。
  -  ブルガリアのGERB-SDS連合が新首相候補にロセン・ジェリャスコフ（英語版）元国民議会議長を選出したことを受け、ルメン・ラデフ大統領が政権樹立を要請。ジェリャスコフは組閣案を提出[57]。16日、議会は新内閣を賛成125、反対114票で承認し、新政権が発足[58]。
  -  モザンビークの大統領にダニエル・チャポが就任[59]。17日、マリア・ベンビンダ・レヴィ（英語版）を首相に任命[60]。
- 16日 -  バヌアツ総選挙（英語版）を執行。52議席中、バヌアツ指導者党（英語版）が11議席で第1党。ニケニケ・ヴロバラヴ大統領出身のバヌア・アク党は7、穏健政党連合（英語版）と変革統一運動（英語版）が6議席ずつ、イアウコグループ（英語版）が5、国土正義党（英語版）が4議席[61]。
- 17日
  - 総務省中央選挙管理会はこの日選挙会を開催し、参議院比例区選出議員：足立敏之（自由民主党、2024年12月27日死去）の死亡による欠員補充として第26回参議院選挙比例区で自由民主党名簿登載次点落選者であった小川克巳の繰上げ当選を決定。なお小川は同月20日の官報告示と当選証書の公布を受けて当選の効力が生じ、議員の任期が開始される[62]。
  - 政府は、昨年12月19日に98歳で死去した読売新聞グループ本社代表取締役主筆の渡辺恒雄を正三位に叙することを閣議決定[63]。
  - 東京都議会の自民党会派の政治団体「都議会自民党」が開いた政治資金パーティー収入など計約3500万円を政治資金収支報告書に記載しなかったとして、東京地検特捜部は会計担当の職員を政治資金規正法違反罪（虚偽記入）で略式起訴[64]。同日、都議会自民党は政治団体を解散させる方針を表明（会派は存続）[65]。21日、東京簡裁は職員に罰金100万円、公民権停止3年の略式命令を出した[66]。
  -  パキスタンの裁判所は土地を巡る汚職事件でイムラン・カーン元首相に禁固14年、カーンの妻に禁固7年の判決を言い渡した[67]。
  -  ボリビア・タリハの裁判所は少女に対する性的暴行事件でエボ・モラレス元大統領の逮捕を命じた[68]。
  -  アメリカ合衆国のドナルド・トランプ次期大統領は暗号通貨のミームコイン「$TRUMP」を発行[69]。
  - G7首脳が停戦及び人質交渉に関するG7首脳声明を発出。イスラエルとハマスの停戦合意を支持[70]。
- 19日
  - 沖縄県宮古島市長選挙。新人の嘉数登が初当選[71][72]。
  - 青森県十和田市長選挙。新人の桜田百合子が初当選[73][74]。
  - 石川県内灘町長選挙。新人の生田勇人が初当選[75][76][77]。
  -  大韓民国の高位公職者犯罪捜査処（公捜処）は、「非常戒厳」宣言を巡る内乱容疑で尹錫悦大統領を逮捕。現職大統領の逮捕は韓国史上初[78]。同日未明、逮捕に反発した尹大統領の支持者が逮捕状を発布したソウル西部地裁へ侵入し、破壊行為を行った。警察は暴徒化した支持者を鎮圧し、46人が拘束された[79]。
  -  イスラエルのイタマル・ベン-グヴィル国家治安相は、自身が率いる極右政党・ユダヤの力がネタニヤフ連立政権から離脱したと明らかにした[80]。
- 20日
  - 福島県郡山市長の品川萬里がこの日の郡山市議会臨時会本会議にて「4月の市長選挙に立候補せず、次の世代の活躍に期待したい」と語り、今期限りを以て市長を勇退することを表明[81]。
  - 2024年10月の衆院選で車上運動員に法定上限を超える報酬を支払ったとして、福岡区検は鳩山二郎陣営の運動員の女を公職選挙法違反（買収）で福岡簡裁に略式起訴。同日、福岡簡裁は罰金50万円の略式命令を出した[82]。
  - 宮口治子参議院議員が立憲民主党に離党届を提出[83]。党は28日の常任幹事会でこれを受理[84]。
  -  アメリカ合衆国のジョー・バイデン大統領は退任を直前に控え、ドナルド・トランプ新大統領による政治的報復から守るためアンソニー・ファウチ元国立アレルギー・感染症研究所長やマーク・ミリー前統合参謀本部議長らに予防的恩赦を与えると発表[85]。
  -  アメリカ合衆国大統領就任式を実施。大統領にドナルド・トランプ、副大統領にJ・D・ヴァンスが就任[86]。トランプ大統領は第2次トランプ内閣の発足直後、海外製品への関税引き上げ、パリ協定からの再脱退とWHOからの脱退、2021年アメリカ合衆国議会議事堂襲撃事件で訴追された受刑者1270人に対する恩赦を含めた大統領令に署名[87]。
- 21日 - 宮田村長選挙告示。新人の天野早人が無投票で初当選[88][89]。
- 22日
  - 東京都選挙管理委員会は、任期満了に伴う東京都議会議員選挙の日程を6月13日告示、22日投開票と決定[90]。
  -  トンガの国王トゥポウ6世がアイサケ・エケ元財務相を新首相に任命[91]。28日に新内閣の陣容を発表し、トゥポウトア・ウルカララ（英語版）皇太子を外務大臣兼国防大臣に就任させた[92]。
- 23日
  -  アイルランド下院議会はミホル・マーティン元首相の新首相就任を賛成95、反対76票で承認[93]。
  -  コンゴ民主共和国の軍が直接統治している北キヴ州のペテル・チリムワミ（英語版）（Peter Cirimwami）州知事が反政府武装勢力・3月23日運動の戦闘員に殺害される[94]。
- 24日
  - 第217回国会（常会）が召集[95]。
    - 政府が令和7年度予算案を国会に提出[96]。

  - 宮城県黒川郡大郷町の住民有志が大郷町議会の解散を求める署名を同町選挙管理委員会に提出。同町選挙管理委員会は署名の有効数を精査、解散の本請求がなされた場合には住民投票が実施される方向[97]。
- 25日
  -  ギリシャ議会は大統領選出選挙を実施。第1回目投票で最多票数のコンスタンティノス・タスラス議会議長が160票にとどまり、必要な200票を獲得できず[98]。31日の第2回投票でもタスラスは160議席で、選出に失敗[99]。
  -  アメリカ合衆国上院本会議でピート・ヘグセスの国防長官の就任を賛成51、反対50票で承認[100]。同じく、上院本会議でクリスティ・ノームの国土安全保障長官の就任を賛成59、反対34票で承認[101]。
- 26日
  - 栃木県真岡市の石坂真一市長がこの日、自身の後援会会合の席にて本年4月の任期満了を以て市長を退任し、政界を引退することを表明[102]。
  - 岐阜県知事選挙を執行。無所属新人で自民、公明、立憲、国民が推薦した江崎禎英が当選[103]。
  - 山形県知事選挙を執行。無所属で現職の吉村美栄子が5回目の当選[104]。
  - 沖縄市長選挙を執行。前沖縄県議で自民、公明が推薦した花城大輔が前県議で立憲、共産、社民、沖縄社会大衆が推薦した元県議の仲村未央を破り初当選[105]。
  - 川越市長選挙を執行。元裁判官の森田初恵が自民、立民、国民推薦した前県議の山根史子ら3人を破り初当選[106]。
  - 北九州市議会議員選挙[107]。7選挙区57議席をめぐり、過去最多となる96人が立候補。自由民主党と公明党は改選前の勢力を維持。日本共産党、立憲民主党、日本維新の会はそれぞれ改選前から1議席減。一方、国民民主党は擁立した2人の候補者がともにトップ当選を果たし、1議席増。その他、無所属議員が12人当選[108]。
  -  ベラルーシ大統領選挙（英語版）を執行。中央選挙管理委員会が現職のアレクサンドル・ルカシェンコが86.82％を得票したとする暫定結果を発表し、7選が確実。反政権側は偽りの選挙と批判[109]。
- 28日 -  セルビア北部ノヴィ・サドの鉄道駅で2024年11月に発生した崩落事故に端を発した抗議運動が続いていたミロシュ・ブーチェビッチ首相が辞任表明[110]。
- 29日
  -  シリア暫定政府を主導するシャーム解放機構(HTS)は、これまで同国を事実上率いてきたHTSトップのアフマド・フサイン・アッ＝シャルウが暫定政権の大統領に就任したと発表。現憲法の停止と議会の解散も合わせて発表[111]。
  -  米ニューヨーク連邦地裁は、エジプト政府に便宜を図った見返りに金品を受け取ったとして、元上院外交委員長のロバート・メネンデスに禁錮11年の実刑判決を言い渡した[112]。
  -  アイルランド上院選挙（英語版）を執行。29日に大学代表、30日に職能代表を選出する投票を実施[113]。
- 30日
  - 秋田県鹿角市の関厚市長の市職員への威圧的な言動がパワハラと認定された問題で、鹿角市議会は関に対する不信任決議案を賛成15、反対2で可決[114]。2月5日、関は市議会を解散[115]。
  -  ニカラグア国民議会は憲法改正案を可決し、ロサリオ・ムリージョ副大統領に『絶対権限』を与え地位を『共同大統領』に昇格するほか、大統領の任期を5年から6年に延長[116]。
- 31日
  - 衆議院予算委員会において、2025年予算案が実質的な審議入り[117]。少数与党での予算案審議は、1994年に日本社会党が連立から離脱した羽田孜政権下以来31年ぶり[118]。
  -  ミャンマー国営放送は実権を握っている国軍が、31日で期限を迎える非常事態宣言をさらに6カ月延長すると表明[119]。

### 2月
- 1日
  -  米民主党全国委員会がケン・マーティン（英語版）を新委員長に選出[120]。
  -  アメリカ合衆国のドナルド・トランプ大統領は、カナダとメキシコからの輸入品に25%の追加関税、中国からの輸入品に10%の追加関税を課す大統領令に署名[121]。その後、カナダとメキシコとは麻薬の流入阻止のための対策で合意したことを受け、追加関税発動前日の3日にトランプが1カ月の発動延期を表明[122]。中国向けの追加関税は予定通り発動し、中国は対抗措置として10日から最大15％の追加関税をアメリカからの一部の輸入品に課すと表明[123]。
- 2日
  - 市議会の解散に伴う岸和田市議会議員選挙を執行。定数24に対し、当選者22人が永野耕平市長に対する不信任決議案が再提案された場合に賛成の意向[124]。
  - 千代田区長選挙を執行。現職の樋口高顕が再選、投票率は過去最低となる39.11％[125]。
  - 大阪府柏原市長選挙告示。大阪維新の会現職の冨宅正浩が無投票で3選[126]。
- 3日
  -  ベルギーで、新フラームス同盟党首のバルト・デウェーフェルを首班とする新政権が発足[31]。
  -  アメリカ合衆国のドナルド・トランプ大統領はスコット・ベッセント財務長官を消費者金融保護局(CFPB)の局長代行に任命。ベッセントは局長代行就任後、同局のほぼ全ての業務を停止させた[127]。7日、行政管理予算局長として就任したばかりのラッセル・ヴォートをCFPB局長代理に任命[128]。
  -  政府効率化省を率いる実業家のイーロン・マスクは、ドナルド・トランプ大統領が国際開発庁の閉鎖を承認したと発表。同日、マルコ・ルビオ国務長官は自身が国際開発庁の長官代理を務めると述べた[129]。
- 4日
  -  チャドのアラメー・ハリナ（英語版）首相が辞任を表明し、マハマト・デビ大統領はハリナを首相に再任[130]。
  -  アメリカ合衆国のドナルド・トランプ大統領は、国連人権理事会からの再離脱と国連パレスチナ難民救済事業機関への資金拠出の停止を継続する大統領令に署名[131]。
  -  グリーンランド自治政府のムテ・エーエデ首相が自治議会総選挙（英語版）を3月11日に実施することを提案し、議会が承認[132]。
- 5日
  -  フィリピン下院は、サラ・ドゥテルテ副大統領の弾劾訴追案を議員306人中215人の賛成で承認[133]。
  -  アルゼンチン大統領スポークスパーソンによると、ハビエル・ミレイ大統領は世界保健機関からの脱退を命じた[134]。
- 6日
  - 去年10月の第50回衆議院議員総選挙で、1票の価値に最大で2.06倍の格差があったことについて、広島高等裁判所岡山支部は憲法に違反しないと判断し、選挙の無効を求める訴えを棄却[135]。
  -  ギリシャ議会は大統領選出選挙の第3回目投票を実施。最多票数のコンスタンティノス・タスラス議会議長が160票にとどまり、必要な180票を獲得できず[136]。12日の第4回目投票でタスラスが必要な151票を超える160票を獲得し、次期大統領に選出[137]。
  -  パナマのホセ・ムリーノ大統領は「一帯一路」プロジェクトからの脱退を発表[138]。
- 7日 -  アメリカ合衆国のドナルド・トランプ大統領と日本の石破茂総理による日米首脳会談がワシントンのホワイトハウスにて執り行われた[139]。
- 8日 -  レバノンのジョゼフ・アウン大統領がナジーブ・ミーカーティー首相の辞任を了承し、ナワフ・サラーム（英語版）を首班とする新内閣を承認[140][141]。
- 9日
  - 横浜市南区の市議補欠選挙が行われ、国民民主党公認の新人が、立憲民主党、日本維新の会、日本共産党の新人候補3人を退け当選[142]。
  - 宮崎県児湯郡川南町にて、中学校の統廃合などを巡る町政混乱を受けた町議会解散の是非を問う住民投票を執行。議会解散への賛成票が過半数を大きく上回り、議会は即日解散[143]。
  - 沖縄県浦添市長選挙を執行。現職の松本哲治が4選[144]。
  -  エクアドル総選挙（英語版）を執行。大統領選挙は、現職のダニエル・ノボアと弁護士で野党系候補のルイーサ・ゴンサレス（英語版）がそれぞれ4割強を獲得し、この二人が4月13日の決選投票に進出[145]。
  -  コソボ議会選挙（英語版）を執行。与党・ヴェテヴェンドシェ!が過半数を制すのは微妙な情勢だが、最大党になるのは確実であるため、アルビン・クルティ首相が勝利宣言。野党・コソボ民主連盟は敗北を認める[146]。
  -  リヒテンシュタイン総選挙（英語版）を執行。ブリギッテ・ハース率いる祖国連合（英語版）が最大勢力に。慣例により、ハースが新首相に就任する公算[147]。
- 10日
  - 東京都議会自民党の政治資金パーティーをめぐる裏金問題を受け、宇田川聡史が都議会議長を辞任。後任には第2会派である都民ファーストの会の増子博樹を選出[148]。最大会派以外の議長就任は初[149]。
  -  ルーマニアのクラウス・ヨハニス大統領が辞任表明[150]。11日に憲法裁判所がヨハニスの辞任と、12日にイリエ・ボロジャン（英語版）元老院議長が大統領代行に就任することを承認[151]。
  -  南スーダンのサルバ・キール・マヤルディ大統領はジェームズ・ワニイガ（英語版）第二副大統領とフセイン・アブデルバギ（英語版）第五副大統領を解任。後任はそれぞれ、スーダン人民解放運動のベンジャミン・ボル・メル(Benjamin Bol Mel)と、南スーダン野党同盟（英語版）のジョセフィン・ラグ・ヤン(Josephine Lagu Yang)[152]。12日、新副大統領が就任[153]。
- 11日
  -  バヌアツ議会が新首相にジョサム・ナパット（英語版）を賛成50、無効2票で選出[154]。
  -  ベリーズのジョニー・ブリセーニョ首相はフロイラ・ツァラム総督に対して議会解散を助言し、3月12日に総選挙を実施することを決定[155]。
- 12日
  - 選挙区間の「1票の格差」が最大2.06倍となった2024年10月の第50回衆院選は、投票価値の平等を定める憲法に反しているとして、二つの弁護士グループが選挙無効を求めた訴訟の判決で、広島、大阪、札幌の3高裁はいずれも「合憲」と判断。「平等の要求に反する状態にあったとはいえない」と述べ、請求を棄却[156]。
  - タレントのデヴィ夫人ことデヴィ・スカルノは、自ら代表を務める政治団体『12平和党』を設立、今年夏の参院選で国政に挑戦すると表明。デヴィ本人も、比例区での立候補を目指し、インドネシア国籍のため、出馬に向け日本国籍への復籍[注 1]）を申請しているとした[157]。
  -  オーストリア自由党のヘルベルト・キクル党首が連立政権協議に失敗したことをアレクサンダー・ファン・デア・ベレン大統領に報告し、首相指名を辞退[158]。27日、国民党、社会民主党、NEOS（英語版）の3党が連立政権の樹立で合意[159]。
  -  米露首脳による電話会談を実施。露宇戦争の戦闘終結に向けて交渉を開始することで合意[160]。
- 13日 -  インドのマニプル州議会は10日に辞任表明したN・ビレン・シン（英語版）州首相の後継を選出できなかったため、大統領による統治（英語版）に移行[161]。
- 14日
  - 公明党東京都本部は東京都議会の自民党会派による政治資金パーティー収入の不記載問題を受け、不記載への関与の有無にかかわらず、都議選で自民候補への推薦を見送る方針を固めたと判明[162]。
  - 宮口治子参議院議員が会派「立憲民主・社民・無所属」を退会[163]。
- 15日
  -  中国最高人民検察院は唐一軍前司法部長を収賄罪で起訴したと発表[164]。
  -  中華民国の第3党・台湾民衆党は収賄事件で起訴された柯文哲前主席の辞任を受け主席補欠選挙を行い、黄国昌代理主席を新主席に選出[165]。
  -  アフリカ連合はアンゴラのジョアン・ロウレンソ大統領を今年度の総会議長に選出したほか、7回目の投票でジブチのマハムード・アリ・ユースフ（英語版）外相を新委員長に選出[166]。
  -  アブハジア大統領選挙（英語版）を執行。現職のバドラ・グンバ大統領代行が46.38％、アドゥル・アルジンバ（英語版）元経済相が36.92％を得票し、3月1日の決選投票に進出[167]。
  -  トーゴで史上初の上院選挙を執行。61議席中、公選の41議席のうち共和国連合（英語版）が34議席を獲得[168]。
- 16日 - 任期満了に伴う大分市議会議員選挙投開票。国民民主党の新人がトップ当選を果たし1議席を、2024年7月に設立された「地域政党おおいた。」は2議席を、それぞれ獲得。一方、自民党は現職13人のうち、1人が落選し引退を含めて改選前から3議席減。社民党はかつての首相で旧日本社会党元委員長の村山富市の御膝元で1議席を死守[169]。
- 17日 - 大阪府岸和田市議会は出直し市長選後初となる本会議を開き、永野耕平市長に対する不信任決議案を全会一致で可決。同日、永野は市長を失職[170]。
- 18日
  - 去年10月の第50回衆議院議員総選挙で、1票の価値に最大で2.06倍の格差があったことについて、福岡高裁那覇支部は憲法に違反しないと判断し、選挙の無効を求める訴えを棄却[171]。
  -  バミューダ諸島で下院選挙（英語版）を執行。36議席中、与党の進歩労働党（英語版）が25議席を獲得[172]。
  -  ニカラグアの改正憲法が施行され、ロサリオ・ムリージョ副大統領が『共同大統領』に昇格[173]。
  -  ブラジル検察は、2022年の大統領選挙での敗北を覆すためにクーデターを企てたとして、ジャイール・ボルソナーロ前大統領や副大統領候補だったブラガ・ネット（ポルトガル語版）元国防相など34人を起訴[174]。
- 19日 - 去年10月の第50回衆議院議員総選挙で、1票の価値に最大で2.06倍の格差があったことについて、仙台高裁秋田支部と名古屋高等裁判所は憲法に違反しないと判断し、選挙の無効を求める訴えを棄却[175]。
- 20日 - 前年の兵庫県知事選挙の期間中にSNSで公開された真偽が不明の文書や、非公開で行われた知事の内部告発文書を調査する百条委員会の音声を、政治団体NHKから国民を守る党の代表立花孝志に提供するのに関わったとして、日本維新の会所属の県議会議員2人が、百条委員会の委員を辞任[176]。
- 21日
  - 2024年の東京都知事選に出馬した石丸伸二が選挙期間中に集会を配信した制作会社に人件費を支払ったとの公職選挙法違反疑惑について会見を開き、改めて自身の関与を否定[177]。
  -  アメリカ合衆国のドナルド・トランプ大統領はチャールズ・ブラウン・ジュニア統合参謀本部議長を解任。その後、ピート・ヘグセス国防長官はリサ・M・フランケッティ海軍作戦部長らを解任[178]。
- 22日 -  スーダンの国軍と対立している準軍事組織の即応支援部隊(RSF)はケニアの首都ナイロビにて同盟関係にある政治・武装グループとの会合に臨み、実効支配地域を統治する平和統一政府（英語版）を樹立する憲章に署名したと発表[179]。
- 23日
  - 兵庫県の斎藤元彦知事が内部告発された問題を巡って日本維新の会の県議会議員3人が会見し、NHKから国民を守る党の党首、立花孝志に非公開の情報を提供するなどしていたことを認めて謝罪[180]。26日、兵庫維新の会の金子道仁代表は3人のうち岸口実県議を除名、増山誠県議を離党勧告とする処分を発表[181]。
  -  ドイツ連邦議会選挙を執行。650議席中、ドイツキリスト教民主・社会同盟(CDU/CSU)が208議席を獲得して第1党に返り咲き、CDUのフリードリヒ・メルツ党首が勝利宣言[182]。ドイツのための選択肢(AfD)が152議席で2位に躍進し、与党・ドイツ社会民主党(SPD)は120議席で3位に後退。同盟90/緑の党が85、左翼党が64、南シュレースヴィヒ選挙人同盟が1議席[183][184]。
- 25日
  - 自由民主党・公明党・日本維新の会は党首会談を行い、維新が主張する教育無償化や社会保険料の負担軽減策について正式に合意。政府・ 与党は予算案を修正し、維新はこれに賛成する意向[185]。
  -  チャド上院選挙[186]
- 26日
  - 名古屋高裁金沢支部、広島高裁松江支部、高松高裁は前年10月の第50回衆院選で1票の価値に最大で2.06倍の格差があったことについて、憲法に違反しないと判断、選挙の無効を求める訴えを棄却する判決[187]。
  -  トリニダード・トバゴのキース・ローリー首相が、3月16日付で辞任すると表明[188]。
  -  英領アンギラ総選挙（英語版）を執行。公選11議席のうちアンギラ統一戦線（英語版）が8議席を獲得し第1党、与党アンギラ進歩運動（英語版）は3議席にとどまり敗北。27日、コラ・リチャードソン＝ホッジ（英語版）が就任宣誓し新首相に就任、初の女性首相[189]。

### 3月
- 1日 -  アブハジア大統領選挙（英語版）決選投票を執行。現職のバドラ・グンバ大統領代行が54.73％を獲得し当選、アドゥル・アルジンバ（英語版）元経済相は41.54％[190]。
- 2日 -  タジキスタン下院議会選挙（英語版）を執行。63議席中、タジキスタン人民民主党が49議席を獲得し、引き続き第1党[191]。
- 3日
  -  オーストリアで国民党暫定党首のクリスティアン・シュトッカーを首班とする中道3党の連立内閣が発足[192]。
  -  ロシア連邦外務省は、ウクライナ侵攻を受けた日本政府による対露制裁措置への対抗として、2024年7月以来となる日本政府要人らの同国への入国禁止措置の第三弾として岩屋毅外務大臣、中込正志駐ウクライナ日本大使ら9人を同国の入国禁止リストに新たに記載したと発表[193]。
- 4日
  - 女性スキャンダルの引責で前年12月に役職停止3ヶ月の処分を科された国民民主党の玉木雄一郎衆院議員が党代表職に復帰[194]。
  -  ミクロネシア連邦議会選挙（英語版）を執行[195]。
  -  マン島立法評議会（上院に相当）選挙を執行。定数11人のうち、改選となる4人を新たに選出[196]。
- 5日
  - 兵庫県の斎藤元彦知事が内部告発された問題を巡り、県議会は本会議で百条委員会の調査報告書を賛成多数で了承。報告書は、告発文書について「一定の事実が確認された」と指摘。告発を受けた県の対応は公益通報者保護法に違反する可能性が高いとし、知事の一部言動は「パワハラ行為と言っても過言ではない不適切なものだった」と認定[197]。
  -  トリスタンダクーニャ総選挙（英語版）を執行[198]。
- 6日 - 福岡県田川市議会は、公費出張に随行した女性と不倫関係にあった村上卓哉市長に対する問責決議案を全会一致で可決[199]。
- 7日
  - 福岡高裁は前年10月の第50回衆院選で1票の価値に最大で2.06倍の格差があったことについて、憲法に違反しないと判断、選挙の無効を求める訴えを棄却する判決。全国14の高裁・支部に計16件起こされた同種訴訟の最後の判決で、全て合憲の判断となった[200]。
  -  大韓民国のソウル中央地方裁判所が、弾劾裁判中で職務停止中の尹錫悦大統領を釈放すると決定[201]。8日、検察は即時抗告を断念し、尹大統領を釈放[202]。
  -  チャド上院議会を初招集[203][204]。
- 8日
  - 長崎県佐々町が発注した給水管改修工事の指名競争入札を巡り、業者に事前に最低制限価格に近い額を漏らして落札させたとして、長崎県警察は町長の古庄剛を官製談合防止法違反と公契約関係競売入札妨害の疑いで逮捕[205]。尚、古庄は14日に「事件の責任を取る」として町長を辞職する意思を明らかにした[206]。
  -  ミャンマー軍事政権のミン・アウン・フライン大統領代行は、選挙を2025年12月か2026年1月に実施すると表明。民主派勢力側は、総選挙は違法で不正だと反発[207]。
- 9日
  -  フィリピン大統領府は、国際刑事裁判所（ICC）がロドリゴ・ドゥテルテ前大統領に対して麻薬戦争で多数の容疑者らを超法規的に殺害したとして人道に対する罪の容疑で逮捕状が発せられたことを明らかにした[208]。11日、大統領府は、ICCの逮捕状に基づき警察当局がドゥテルテを逮捕したと発表[209]。12日、ICCはドゥテルテの身柄の引き渡しを受けたと発表[210]。
  -  カナダ自由党は新党首に元カナダ銀行総裁のマーク・カーニーを選出[211]。14日、カーニーが新首相に就任[212]。23日、カーニー首相は4月28日に総選挙を実施すると表明[213][214]
  -  アルジェリア国民評議会選挙（英語版）[215]
- 10日
  - 兵庫県知事の斎藤元彦に対する告発文を巡って、真偽不明の情報や知事選挙前には非公開とされていた百条委員会の音声データをNHK党党首の立花孝志に提供することに関わり、「兵庫維新の会」から除名や離党勧告の処分を受け維新の党籍から離れた兵庫県議3人が新会派「躍動の会」を結成[216]。
  -  ベラルーシのアレクサンドル・ルカシェンコ大統領はアリャクサンドル・トゥルチン（英語版）を新首相に任命[217]。
  -  エストニアのクリステン・ミッハル首相が連立政権から社会民主党（英語版）を追放。翌11日、ラウリ・ラーネメツ（英語版）内相ら、同党所属の4閣僚を更迭[218][219]。
  -  米州機構はスリナム外相のアルバート・ラムディン（英語版）を事務総長に選出[220]。
- 11日
  -  ポルトガル共和国議会は、ルイス・モンテネグロ内閣が自ら提出した信任決議案を賛成88、反対142票で否決し、内閣不信任が成立[221]。13日、マルセロ・レベロ・デ・ソウザ大統領が議会を解散し、5月18日に総選挙を実施すると発表[222]。
  -  ルーマニア最高裁は、5月に執行予定の大統領選挙（英語版）再選挙にカリン・ジョルジェスク（英語版）の立候補を禁止する選管の決定を支持する判断を全会一致で下す[223]。
  -  グリーンランド自治議会総選挙（英語版）を執行。独立慎重派の野党・民主党が第1党に、独立派のナレラクも第2党に躍進。連立与党のイヌイット友愛党と進歩党はそれぞれ3位と4位にとどまり苦戦[224]。28日、ナレラクを除く4政党が民主党のイェンス＝フレデリック・ニールセン党首を首班する連立政権の樹立で合意[225]。4月7日、ニールセンが自治政府首相に就任[226]。
- 12日
  - 2024年の岡山県新見市長選挙で車上運動員に法定上限を超えた報酬を支払ったとして、新見区検は公職選挙法違反（買収）の罪で、落選した戎斉前市長と出納責任者だった妻を略式起訴[227]。新見簡裁は戎と妻にそれぞれ罰金50万円の略式命令を出した[228]。
  -  スイス連邦参事会選挙（英語版）を執行。月末で退任するヴィオラ・アムヘルトの後任としてマルティン・フィスターを選出[229]。
  -  ベリーズ総選挙（英語版）を執行。与党・人民統一党（英語版）が26議席を獲得し圧勝。野党・統一民主党（英語版）は5議席にとどまり[230]、モーゼス・バロー（英語版）党首が落選する惨敗。バローは党首からの辞任を表明[231]。
  -  シリア暫定政府のアフマド・シャラア大統領が、正式な政権への移行期間を5年間と定める暫定憲法に署名[232]。
  -  ジョージアのミヘイル・サアカシュヴィリ元大統領は横領の疑いにより、さらに9年の懲役刑を言い渡された[233]。
- 13日
  - 内閣総理大臣で自由民主党総裁の石破茂は、同月に行った党所属の一回生議員との懇談会において、お土産として10万円相当の商品券を事務所から渡していたことが発覚[234]。石破はこの日の会見で、法律に抵触する行為ではなく、政治活動に関する寄附でもなく、政治資金規正法上の問題はないとの認識を表明[235]。14日、参議院予算委員会にて、国民の思いに至らなかったことは深くお詫びすると陳謝[236]。
  -  頼清徳総統は軍事裁判制度の再導入を表明[237]。
- 14日
  - 政治団体・NHKから国民を守る党党首の立花孝志が、東京・霞が関で街頭演説中に男に鉈で切り付けられ頭と耳などに負傷。切り付けた男はその場で現行犯逮捕[238]。
  -  アメリカ合衆国のドナルド・トランプ大統領は、政府効率化省の見直し対象となっていたグローバルメディア局（英語版）(USAGM)などの機能を縮小する大統領令に署名[239][240]。USAGMは傘下のボイス・オブ・アメリカ、ラジオ・フリー・アジア、ラジオ・フリー・ヨーロッパに対して資金提供を中止し、VOAはジャーナリストやプロデューサーなど従業員1300人以上に対して休職を命令[241]。
- 15日
  -  アメリカ合衆国のドナルド・トランプ大統領は、ウクライナ・ロシア担当特使のキース・ケロッグを「ウクライナ担当特使」に指名したと発表。ロイター通信によると、ロシアとウクライナの戦争終結に向けた和平交渉にケロッグを関与させたくないとロシアが主張したため[242]。
  -  ベオグラードで10万人から30万人規模の反政府デモが発生[243][244]。
- 16日
  - 千葉県知事選挙を執行。現職の熊谷俊人が85％を超える得票率で再選[245]。
  - 千葉市長選挙を執行。現職の神谷俊一が85％を超える得票率で再選[246]。
  - 鴨川市長選挙。新人の佐々木久之が初当選[247][248]。
  - 山口県下関市長選挙[249]。現職の前田晋太郎が3選[250][251]。
- 17日
  -  トリニダード・トバゴの大統領官邸にてスチュアート・ヤング（英語版）が首相への就任宣誓を行い着任[252]。
  -  コンゴ民主共和国で進行中の3月23日運動に関する事態をめぐり、ルワンダはベルギーの主張およびルワンダへの制裁の呼びかけに反発し、断交を宣言[253]。
- 18日
  -  ナイジェリアのボラ・ティヌブ大統領はリバーズ州に緊急事態を宣言し、シミナライ・フバラ（英語版）知事や全ての州議会議員を6カ月間の職務停止とし、元海軍参謀総長のイボク＝エテ・エクウェ・イバス（英語版）を行政官に任命[254]。
  -  ソマリアのハッサン・シェイク・モハムド大統領は空港へ移動する途中、モガディシュ市内でアル・シャバブが仕掛けた爆発に遭った。大統領本人は生存しているが、10人が死亡[255]。
- 19日
  - 兵庫県知事の斎藤元彦が内部告発された問題を調査する第三者委員会は、告発文書をめぐる県の一連の対応が公益通報者保護法に違反しているほか、県職員に対する知事の言動がパワーハラスメントに該当すると認めた報告書を公表[256]。
  -  トルコ検察当局がイスタンブールのエクレム・イマモール市長を拘束し、クルディスタン労働者党（PKK）への支援容疑で起訴[257]。イスタンブール大都市自治体のヌリ・アスラン（トルコ語版）第一副議長が市長代理に任命[258]。23日、イマモールを汚職容疑で正式に逮捕[259]。同日、イマモールの所属する最大野党の共和人民党は次期大統領選挙の候補者にイマモールを選出し、オズギュル・オゼル（英語版）党首が早期の選挙実施を要求[260]。
  -  セルビア国民議会がミロシュ・ブーチェビッチ首相の辞任（1月28日に表明）を承認。新政権樹立または解散総選挙に30日間の期限を設定[261]。
- 21日
  - 秋田県鹿角市にて臨時市議会が開会され、本会議に於いて関厚市長に対する二度目の不信任決議が採決され、賛成多数で可決。これにより関は市長を即日失職[262]。尚、関は50日以内に見込まれる出直し市長選挙への出馬を表明[262]。
  -  チュニジアのカイス・サイード大統領がカメル・マドゥリ（英語版）首相を解任し、後任にサラ・ザアファラニ（英語版）住宅設備大臣を任命[263]。
  -  大韓民国の共に民主党など5野党が崔相穆経済副首相兼企画財政相（大統領権限代行）に対する弾劾訴追案を国会に提出[264]。
  -  イスラエルのベンヤミン・ネタニヤフ内閣は、総保安庁のロネン・バー（英語版）長官の解任を満場一致で承認したと発表。同日、最高裁判所は解任の一時差し止めを命じた[265]。
  -  キュラソー総選挙（英語版）を執行。与党・キュラソーの未来のための運動（英語版）が大勝し、キュラソー史上初めて一つの政党が単独で過半数を獲得[266]。
- 23日
  - 福岡県知事選挙を執行。現職の服部誠太郎が再選[267]。
  -  マデイラ自治議会総選挙（英語版）を執行。47議席中、社会民主党が23議席を獲得し過半数に迫る第1党。地域政党の人々のために共に（英語版）は11議席で第2勢力に浮上、連立与党の中心である社会党は8議席で第3勢力に後退[268]。
- 24日
  -  韓国の憲法裁判所は韓悳洙国務総理に対する弾劾訴追案を棄却[269]。韓は職務停止が解かれ、大統領権限代行に復帰[270]。
  -  コンゴ民主共和国にてフェリックス・チセケディ大統領の特別顧問である大学教授のデジレ・カシミール・エベランデ・コロンゲレ（フランス語版）が、国民統合内閣の樹立に向けた政治協議を開始。一部野党はボイコット[271]。
- 25日
  - 大阪府忠岡町が発注した工事の入札情報を事前に漏らしたとして、大阪府警は官製談合防止法違反などの疑いで、同町の杉原健士町長を書類送検[272]。29日付で大阪維新の会は杉原を除名処分とした[273]。4月1日、杉原が町議会議長に辞職願を提出[274]。
  -  オランダ王国アルバの組閣担当者(formateur)であるマイク・エマン（英語版）元首相とゲルリエン・クロース（オランダ語版）議会議長が新政権に関する合意文書をアルフォンソ・ボックハウト（英語版）総督に提出。28日、エマン新政権が発足[275]。
  -  モルドバ治安当局は出国禁止措置を破りトルコへ向かおうとしたとしてガガウズ自治区のエフゲニア・グシュル首長を首都キシナウの空港で拘束したと発表[276]。
- 26日
  - 参院本会議にて、選挙ポスターに一定のルールを設け品位保持を求める改正公職選挙法が、自民、立憲民主、公明、維新、国民民主、共産などの賛成多数で可決、成立[277]。
  - 新潟県燕市の鈴木力市長が、2026年4月の任期満了を待たずして本年10月22日付で市長職を辞職する意思を表明。鈴木は辞職の理由について「多選の弊害を考慮し、人心一新を図るべきと考えた」こと及び「2026年中に予定されている『燕市合併記念式典[注 2]』や、2026年度の予算編成などは新しい市長の下で執り行うのが良いと考えた」からだとし、市長退任後は「政界から引退する」と語った[278]。
  -  ニジェールを統治する祖国防衛国民評議会のアブドゥラハマネ・チアニ議長が5年を任期とする移行政権の大統領に就任したほか、全政党の解体を命ずる布告に署名[279]。
  -  最大野党・共に民主党の李在明代表が公職選挙法違反（虚偽の事実の公表）の罪に問われた裁判の控訴審で、ソウル高裁は一審の有罪判決を破棄し、無罪を言い渡した[280]。
  -  リーギコグはエストニアの憲法を改正。一部の在住外国人、主にロシアとベラルーシの国民および無国籍の住民の地方選挙での投票の権利を段階的に取り消した[281]。
- 27日
  - 勤務実態のない公設秘書の給与を国からだましとったとして、東京地方裁判所は、広瀬めぐみ前参議院議員に対し懲役2年6カ月執行猶予5年の有罪判決を言い渡した[282]。
  - 2024年の衆院選の直前、選挙区内の祭りに参加した団体に計25万円を寄付したとして、福島地方検察庁は公職選挙法違反（寄付行為）の罪で亀岡偉民前衆議院議員を在宅起訴[283]。
  - 鹿児島県伊仙町の大久保明町長が町議会議長に4月26日付の辞職願を提出し、受理された[284]。
  -  アメリカ合衆国のドナルド・トランプ大統領は、勢力が拮抗する下院において少しでも共和党の議席数を確保したい意向から、エリス・ステファニク（英語版）下院議員の国際連合大使への指名を撤回[285]。
- 31日
  - 2025年度予算案が参議院予算委員会で採決され、衆議院で修正後の予算案は自民・公明両党と日本維新の会の賛成多数で、高額療養費の見直しの先送りを盛り込んだ再修正案は全会一致でいずれも可決。その後の本会議で再修正後の予算案が可決され衆議院に回付。本会議で再修正に同意、成立した。特別会計予算と政府関係機関予算は可決、成立[286]。
  -  フランス・パリの裁判所は、国民連合を指導するマリーヌ・ル・ペン前党首が欧州連合からの補助金を不正に流用したとして執行猶予付き禁錮4年の有罪判決を下し、被選挙権を5年間停止[287]。同日、ルペンは控訴する意向を表明[288]。

### 4月
- 1日 -  サンマリノの執政にデニス・ブロンゼッティ（イタリア語版）（改革運動）とイタロ・リギ（英語版）（サンマリノキリスト教民主党（英語版））が就任[289]。
- 2日
  -  アブハジアの大統領にバドラ・グンバ大統領代行が就任[290]。3日、グンバがウラジーミル・デルバ（英語版）元首相代行を新首相に任命[291]。
  -  米ニューヨークの連邦地裁は、トルコ政府関係者による接待の見返りに便宜を図ったとして収賄罪などに問われたニューヨーク市のエリック・アダムズ（英語版）市長の起訴を取り下げた。トランプ政権の意向を受けた司法省の申し立てを認めた[292]。
- 3日 -  アメリカ合衆国のドナルド・トランプ政権は国家安全保障局のティモシー・ハウ（英語版）局長を解任し、サイバー軍のウィリアム・ハートマン（英語版）副司令官を局長代行に任命[293]。
- 4日
  - 米大統領ドナルド・トランプが発表した「相互関税」をめぐり、国会内で与野党の主要7政党（自由民主党・石破茂、公明党・斉藤鉄夫、立憲民主党・野田佳彦、日本維新の会・前原誠司、国民民主党・玉木雄一郎、日本共産党・田村智子、れいわ新選組・山本太郎）による党首会談を開催[294]。
  -  大韓民国の憲法裁判所が尹錫悦大統領に対する罷免を認定し、尹は失職[295]。8日、次期大統領選挙を6月3日に実施することを決定[296]。
  -  ジョージア内アジャリア自治共和国のトルニケ・リジヴァゼ（英語版）行政長官（首相格）が辞任表明[297]。7日、自治議会は後任にスルハン・タマザシヴィリ(Sulkhan Tamazashvili)を定数21人中賛成12票で承認[298]。
  -  中国政府は全てのアメリカ製品に4月10日より34%の追加関税を課すと発表[299]。
- 5日 -  イランのマスウード・ペゼシュキヤーン大統領が、休暇中に南極への高額な旅行に出かけたシャフラム・ダビリ（英語版）副大統領（国会担当）を解任[300]。
- 6日
  - 秋田県知事選挙を執行。選挙戦は保守分裂となり、元県議会議員の鈴木健太が初当選[301]。
  - 秋田市長選挙を執行。新人で元県議会議員の沼谷純が現職の穂積志を下し当選[302]。
  - 岸和田市出直し市長選挙を執行。新人で郵便局長の佐野英利が前職の永野耕平らを大きく引き離し初当選[303]。
  -  セルビアのアレクサンダル・ヴチッチ大統領が新首相に医学教授のジュロ・マツット（英語版）を指名[304]。16日、議会はマツットを首班とする新内閣を承認、主要閣僚の大半は留任[305]。
- 8日
  - 米トランプ政権の相互関税措置を受け、日本政府は米側との交渉を担う担当閣僚に赤沢亮正経済再生担当大臣を充てることを決定[306]。
  -  コンゴ民主共和国にて3月24日より続いていた国民統合内閣の樹立に向けた政治協議が終了。一部野党はボイコット[307]。
- 9日
  -  大韓民国の最大野党・共に民主党の李在明代表は、大統領選挙に出馬するため代表を辞任[308][309]。同党は27日、李在明を大統領選挙の候補に選出[310]。
  -  ドイツのドイツキリスト教民主・社会同盟(CDU/CSU)と社会民主党(SPD)が連立政権樹立で合意。CDUのフリードリヒ・メルツ党首が新首相に就任する公算[311]。
- 10日 -  リヒテンシュタイン国会は新首相にブリギッテ・ハースを25票中18票で選出。同国初の女性首相[312]。
- 11日
  -  中国政府はアメリカ製品の報復関税を4月12日より125%に引き上げると発表[313]。
  -  キュラソーのルーシール・ジョージ＝ウート（英語版）総督は、組閣担当者(formateur)にチェスター・ピーターソン(Chester Peterson)を任命[314]。
- 12日 -  ガボン大統領選挙（英語版）を執行。ブリス・クロテール・オリギ・ンゲマ暫定大統領が暫定結果で約9割を得票し当選。クーデターで解任されたアランクロード・ビリビンゼ（英語版）前首相は約3％[315]。
- 13日
  - 東京都日野市長選挙を執行。無所属新人の前市議で自民党推薦の古賀壮志が初当選[316]。
  - 群馬県太田市長選挙を執行。無所属新人で前県議の穂積昌信が現職の清水聖義を破り初当選[317]。
  - 兵庫県宝塚市長選挙を執行。無所属新人で小児科医の森臨太郎が初当選[318]。
  - 兵庫県伊丹市長選挙を執行。無所属新人で元県議の中田慎也が初当選[319]。
  -  エクアドル総選挙・大統領選挙（英語版）を執行。大統領選挙の決選投票について選挙管理委員会は、約56％を得票した現職のダニエル・ノボアが勝利したと宣言。約44％にとどまったとされた野党系候補のルイーサ・ゴンサレス（英語版）は敗北宣言を拒否[320]。
- 14日
  - 午前10時15分ごろ、和歌山県知事の岸本周平が公舎で倒れているのを県職員が発見し、病院へ搬送[321]。翌15日、岸本は搬送先の病院で死去[322]。
  -  ベトナム共産党中央委員会は決議で全国の行政区画の再編を決定。省レベルでは現在の60以上の省・直轄市を34個（28省・6直轄市）に改編する予定[323]。
  -  ハンガリー国会は、LGBTの人々の集会の禁止や二重国籍者の市民権の制限などを可能とする基本法（憲法に相当）改正を承認[324]。
- 15日
  - 自民党の派閥・志帥会（旧・二階派）は、この日行われた会合で近々の解散を決定[325]。
  -  コソボのアルビン・クルティ首相が新議会招集のため首相を辞任。当初は必要ないとの立場であったが野党からの反発を受け方針を転換[326]。
  -  スーダンの準軍事組織・即応支援部隊の指導者モハメド・ハムダン・ダガロが文民政府に対抗する独自政府『平和統一政府』を樹立すると宣言。15人から成る大統領評議会を設置[327][328]。
  -  ペルーの裁判所は、違法な選挙資金を受け取ったとしてマネーロンダリングの罪に問われたオジャンタ・ウマラ元大統領に禁錮15年の実刑判決を言い渡した[329]。
- 16日
  - 梅村みずほ参議院議員が日本維新の会に離党届を提出。今夏の参院選大阪選挙区の公認候補者を選ぶ党内の予備選で敗れていた[330]。維新は27日の常任役員会で離党届を受理[331]。
  -  ロシア捜査当局は対ウクライナ国境防衛に割り当てられた予算を横領した疑いでクルスク州のアレクセイ・スミルノフ（ロシア語版）前知事とアレクセイ・デドフ前副知事を逮捕[332]。
- 17日 -  中国最高人民検察院は唐仁健前農業農村部長を収賄罪で起訴したと発表[333]。
- 18日 - 千葉県松戸市の本郷谷健次市長が自身の健康上の問題を理由に辞職願を提出[334]。
- 20日
  - 郡山市長選挙を執行。新人で県議会議員の椎根健雄が新人4人の争いを制し当選[335]。
  - 松江市長選挙を執行。現職の上定昭仁が他2候補を引き離し再選[336]。
  - 富山市長選挙を執行。現職の藤井裕久が再選[337]。
  - 政治団体・12平和党が解散。25日にデヴィ・スカルノと堀池宏の両共同代表が公式サイトにて解散を報告[338]。
- 21日
  - 参議院予算委員会で自民党の派閥の政治資金問題をめぐり、旧安倍派幹部であった世耕弘成衆議院議員の参考人招致。現職の国会議員として予算委員会に参考人招致されたのは憲政史上初[339]。
  -  ローマ教皇フランシスコが崩御（帰天）し、使徒座空位中は首席枢機卿のジョバンニ・バッティスタ・レ（英語版）枢機卿とカメルレンゴのケビン・ファレル（英語版）枢機卿が暫定的に運営を実施[340]。
- 23日
  - 長崎県北松浦郡佐々町の古庄剛町長が官製談合事件などで起訴処分となった責任を取り、この日午前に佐々町議会宛に辞職願を提出[341]。
  - 石破茂首相（自由民主党総裁）が、立憲民主党・野田佳彦代表、日本維新の会・前原誠司共同代表、国民民主党・玉木雄一郎代表と党首討論[342]。事前に決められた討論時間は45分で、うち立憲民主党30分、日本維新の会9分、国民民主党6分[343]。
  - 国民民主党は、過去に偽名を使って女性と不倫していたとして、平岩征樹衆議院議員を無期限の党員資格停止処分にすると決定[344]。28日、平岩が離党届を提出[345]。5月14日付で離党届を受理[346]。
- 24日 -  大韓民国の検察当局が文在寅元大統領を収賄罪で在宅起訴[347]。
- 25日 -  ニューヨークの連邦地裁は、政治献金を私的に流用したとして詐欺罪などに問われた共和党の前下院議員ジョージ・サントスに対し、禁錮7年3月を言い渡した[348]。
- 26日 - 参政党の神谷宗幣代表は記者会見で、結党以来初めてとなる代表選を5月1日告示、9日投開票の日程で行うと発表した。神谷は「続投の意志がある」として立候補する意向を明らかにした。立候補できるのは国会議員4人らで、国会議員、地方議員、支部役員、運営党員が投票権を持つ[349]。
- 27日
  - 宮城県石巻市長選挙を執行。現職の斎藤正美が他の2候補を引き離し再選[350]。
  - 宮城県栗原市長選挙を執行。現職の佐藤智が再選[351]。
  - 宮城県登米市長選挙を執行。新人で前市議の熊谷康信が初当選。3選を目指した現職の熊谷盛広は落選[352][353]。
  - 和歌山県田辺市長選挙を執行。現職の真砂充敏が他候補を引き離し6選[354]。
  - 滋賀県彦根市長選挙を執行。新人で元衆議院議員の田島一成が初当選。2選を目指した現職の和田裕行は落選[355]。
  - 沖縄県うるま市長選挙を執行。現職の中村正人が、玉城デニー知事を支持する「オール沖縄」勢力が支援した前県議の照屋大河らを破り再選[356]。
- 28日
  -  トリニダード・トバゴ総選挙（英語版）を執行。野党の統一国民会議（英語版）が勝利し、同党のカムラ・パサード＝ビセッサー党首が新首相に就任する公算[357]。
  -  カナダ総選挙を執行。343議席中、与党・カナダ自由党が169議席を獲得し第1党は維持も過半数には届かず、カナダ保守党は144、ブロック・ケベコワは22、新民主党は7、カナダ緑の党は1議席[358]。保守党のピエール・ポワリエーヴル党首、新民主党のジャグミート・シン（英語版）党首は落選[359]。
- 30日
  -  ケイマン諸島総選挙（英語版）を執行。19議席中、人民進歩運動（英語版）が7議席を獲得し最大となるが過半数には届かず[360]。
  -  アメリカ合衆国とウクライナは、ウクライナの鉱物資源権益に関する協定に署名したと発表[361]。

### 5月
- 1日
  - 参政党の代表選挙が告示。衆議院議員の吉川里奈、副代表で石川県議会議員の川裕一郎、代表で参議院議員の神谷宗幣、以上3人（届け出順）が立候補[362]。
  -  大韓民国大法院は公職選挙法違反（虚偽の事実の公表）の罪に問われた共に民主党の李在明大統領選挙公認候補について、一部有罪と判断し、無罪を言い渡した二審判決を破棄しソウル高等法院に審理を差し戻した[363]。
  -  大韓民国の韓悳洙大統領権限代行（国務総理）が辞任[364]。その後、崔相穆経済副首相も辞任したため、2日より李周浩社会副首相が大統領権限代行に就任[365]。2日、韓が6月の大統領選挙に立候補する意向を表明[366]。
  -  アメリカ合衆国のドナルド・トランプ大統領はマイケル・ウォルツ国家安全保障問題担当大統領補佐官を国連大使に指名すると発表。民間の通信アプリを通じて米軍の作戦情報を外部に漏えいさせたとして批判されており、事実上の更迭とみられる。暫定的にマルコ・ルビオ国務長官が補佐官を兼務する[367]。
  -  イギリスで下院補欠選挙と地方選挙を執行。リフォームUKは地方選挙で約1,600議席中677議席を獲得し、初めて下院補選で勝つなど大躍進、二大政党の労働党（186議席減）と保守党（676議席以上減）は苦戦[368]。
- 2日 -  ドイツの連邦憲法擁護庁はドイツのための選択肢を「右翼過激派」に指定[369]。8日、憲法擁護庁はAfDが指定差し止めを求める仮処分を行政裁判所に申請したことを受け、指定を一時停止[370]。
- 3日
  -  オーストラリア総選挙を執行。与党・労働党が単独で過半数を獲得し政権を維持[371]。保守連合を率いるオーストラリア自由党のピーター・ダットン党首、オーストラリア緑の党のアダム・バンド（英語版）党首は落選[372]。
  -  シンガポール総選挙を執行。与党・人民行動党が97議席中87議席を獲得し圧勝[373]。
  -  トーゴのヴィクトワール・トメガ・ドグベ首相が辞任し、フォール・ニャシンベ大統領が2024年憲法改正で新設された閣僚理事会の議長（首相格、今まで大統領が持っていた行政権をほぼ維持）に就任。また憲法改正によって議会選出となった大統領にはジャン＝リュシアン・サヴィ・ド・トーヴェ（英語版）元商務大臣が全会一致で選出され就任[374][375]。
  -  イエメンで国際的に承認されているアデン政府のアフマド・アワド・ビン・ムバーラク（英語版）首相が辞任し、後任にサーレム・サーレハ・ビン・ブライク（英語版）財務相を任命[376]。
  -  ガボンのブリス・クロテール・オリギ・ンゲマ暫定大統領が正式な大統領に就任[377]。4日、レイモン・ンドン・シマ暫定首相が辞任（これにより首相職は廃止）[378]。5日、ンゲマ大統領は副大統領にセラフィン・ムンドゥンガ（英語版）[379]、首相に替わる政府副大統領にアレクサンドル・バロ・シャンブリエ（英語版）を任命[380]。
- 4日 -  ルーマニア大統領選挙（英語版）第1回投票でルーマニア人統一同盟（英語版）のジョルジェ・シミオン（英語版）党首が約41％の票を獲得し、2位以下に大差をつけて首位となった。これを受け、マルチェル・チョラク首相は翌5日に辞職を表明[381]。6日、イリエ・ボロジャン（英語版）暫定大統領はカタリン・プレドイウ（英語版）副首相兼内務相を暫定首相に任命[382]。18日に決選投票を執行し、親欧州連合派でブカレスト市長のニクショル・ダンがシミオンを破り初当選[383]。
- 6日
  -  ドイツ連邦議会が実施した首相指名選挙で、キリスト教民主同盟（CDU）のフリードリヒ・メルツ党首は過半数に6票足りなかったために選出を見送られる形となった[384]。これを受けて連邦議会は同日に2回目の首相指名選挙を実施し、この際にメルツが過半数以上の票を獲得したことにより仕切り直しの形で新首相に選出された[385]。
  -  英領ケイマン諸島自治議会は首相指名選挙を行い、11票を集めたアンドレ・エバンクス（英語版）を選出（ジョセフ・ヒューは8票）[386]。
- 7日
  -  中国最高人民検察院は国家体育総局の苟仲文（中国語版）前局長を収賄罪などで起訴[387]。
  -  ローマ教皇選挙（コンクラーヴェ）が開始。投票を繰り返し、8日午後にアメリカ合衆国のロバート・プレヴォスト枢機卿が全枢機卿の3分の2以上の得票を得たことにより新教皇に選出された。プレヴォスト枢機卿は教皇践祚と共にレオ14世を名乗ることを宣言した[388]。9日、レオ14世はバチカン市国委員会議長など主要な役職を暫定的に続投させる意向を表明[389]。
- 8日 - AIエンジニアの安野貴博は、自らが代表を務める新たな政治団体「チームみらい」を設立したと発表。夏の参院選に選挙区と比例代表を合わせて10人以上の候補者を擁立し、自身も比例代表から立候補するとしている[390]。
- 9日 - 参政党代表選挙を執行。現職の神谷宗幣が吉川里奈衆議院議員と石川県議の川裕一郎副代表を破り、続投を決めた[391]。
- 10日
  -  大韓民国の保守系与党・国民の力は、6月3日の大統領選挙の候補に選出した金文洙前雇用労働相の公認を取り消し、無所属で出馬表明した韓悳洙前国務総理を新たに候補に登録したと発表。金は反発し、公認取り消しの効力停止を求める仮処分を裁判所に申し立てた[392]。同日、国民の力は候補交代の賛否を問う党員投票を実施し、反対多数で否決。権寧世党非常対策委員長は、保守系候補の早期一本化に難色を示した金を強引に引き降ろそうとし、失敗した責任を取って辞任すると表明[393]。11日、韓悳洙は出馬の取りやめを表明[394]。15日、金龍泰（朝鮮語版）が非常対策委員長に就任[395]。
  -  バングラデシュ暫定内閣は元与党・アワミ連盟の活動を全面禁止[396]。
- 11日 -  アルバニア議会選挙（英語版）を執行。エディ・ラマ首相率いるアルバニア社会党が優勢[397]。
- 12日
  -  米中貿易協議で双方が相互に課している追加関税を115%引き下げることで合意[398]。
  -  フィリピン総選挙（英語版）を執行。下院選挙は317議席中、ボンボン・マルコス大統領を支持するラカスCMD（英語版）が104議席を獲得し最大勢力を維持。国民統一党（英語版）と民族主義者国民連合が30、フィリピン連邦党が27、国民党（英語版）が22、自由党が6議席を獲得[399]。上院選挙は改選12人のうちボンボン・マルコス大統領派が6人当選[400]。同時に執行されたダバオ市長選挙は国際刑事裁判所(ICC)に逮捕され勾留中のロドリゴ・ドゥテルテ前大統領が8回目の当選、副市長に当選した息子のセバスチャン（英語版）が代理市長を務める公算[401]。
  -  トルコ政府と対立するクルディスタン労働者党は解散の決定を発表[402]。
- 13日
  -  オーストラリアの最大野党・自由党がスーザン・リー（英語版）前副党首を党首に選出[403]。
  -  ペルーのグスタボ・アドリアンセン（英語版）閣僚評議会議長（首相）が問責決議案の採決を前に辞任[404]。14日、ディナ・ボルアルテ大統領が弁護士のエドゥアルド・アラナ（英語版）法務人権相を新首相に任命[405]。
- 16日 -  広西チワン族自治区主席藍天立は規律・法律違反の疑いにより、中央紀委・国家監委の調査を受ける[406]。
- 18日
  -  ポーランド大統領選挙（英語版）を執行。ワルシャワ市長のラファウ・トシャスコフスキ（得票率31.4％）と愛国主義を掲げるカロル・ナヴロツキ（同29.5％）が6月1日の決選投票に進出[407]。
  -  ポルトガル議会総選挙（英語版）を執行。ルイス・モンテネグロ首相率いる中道右派連合が選挙前より議席を増やし勝利するも過半数には届かず[408]。29日、マルセロ・レベロ・デ・ソウザ大統領がモンテネグロに組閣を要請[409]。
- 19日
  -  スーダンのブルハーン主権評議会議長が、新首相にカミール・イドリスを任命[410]。31日に正式就任[411]。
  -  オーストラリア国民党は自由党との同盟協定を再締結しないため、保守連合は崩壊[412]。
- 21日
  - 江藤拓農林水産大臣が石破茂内閣総理大臣に辞表提出。事実上の更迭で、後任には小泉進次郎元環境相が同日中に就任[413][414]。
  - 石破茂首相（自由民主党総裁）と立憲民主党の野田佳彦代表、日本維新の会の前原誠司共同代表、国民民主党の玉木雄一郎代表による党首討論[415]。
- 25日
  - さいたま市市長選挙を執行。現職の清水勇人が、元衆議院議員の沢田良らを破り5選[416]。
  -  ベネズエラ議会選挙（英語版）を執行。選挙管理委員会は与党・ベネズエラ統一社会党が83％近くを得票し過半数の議席を維持したと発表。野党は足並みが揃わず[417]。
  -  スリナム総選挙（英語版）を執行。51議席中、野党・国民民主党（英語版）が18、与党・進歩改革党が17議席、その他諸派が16議席を獲得し、大統領選出に必要な3分の2勢力を形成するための連立交渉が開始[418]。
- 27日
  - 衆議院予算委員会で自由民主党派閥の政治資金問題をめぐり、旧安倍派幹部だった下村博文元議員の参考人聴取[419]。
  - 大阪府忠岡町が発注した工事の入札情報を漏洩したとして、大阪地検は前町長の杉原健士を官製談合防止法違反などの罪で在宅起訴[420]。
  - 兵庫県の斎藤元彦知事らの疑惑を告発した元県西播磨県民局長の私的情報が漏洩した問題について、県の第三者委員会は元県総務部長が県議3人に漏洩したと認める調査結果を公表。「知事と片山安孝副知事(当時)の指示で行われた可能性が高い」と判断した[421]。
  -  サモア立法議会が政府の予算案を賛成16、反対34票で否決。フィアメ・ナオミ・マタアファ首相は解散総選挙を早期に実施すると表明[422]。
- 28日 -  ドナルド・トランプ政権で政府効率化省を率いてきたイーロン・マスクは、特別政府職員の任期が終了するとして、政府の職から離れると発表[423]。
- 29日 -  安倍晋三元首相の夫人・安倍昭恵がモスクワで、ロシア連邦大統領・ウラジミール・プーチンと会談[424]。
- 31日 -  ローマ教皇レオ14世が、ジュアン・エンリク・ビベス・イ・シシリアのウルヘル司教からの辞任を受理。継承権を持つ副司教ジョゼップ＝ルイス・セラーノ・ペンティナト（英語版）がウルヘル司教となり、アンドラの共同統治者に就任[425]。

### 6月
- 1日
  - 岸本周平の死去に伴う和歌山県知事選挙を執行。無所属で前副知事の宮﨑泉が、日本共産党公認で元和歌山市議の松坂美知子を破り初当選[426]。
  - 千葉県松戸市長選挙を執行。前県議の松戸隆政が前副市長ら4人を破り初当選[427]。
  -  ポーランド大統領選挙（英語版）決選投票を執行。愛国主義を掲げるカロル・ナヴロツキが当選[428]。
  -  スーダンのカミール・イドリス首相は、前日に発足したばかりの内閣を解散[411]。
- 2日
  - 宮崎県延岡市の読谷山洋司市長は、病気を理由に今月末で辞職することを表明[429]。
  - 大阪府田尻町の文化施設の建設計画が停滞している問題で、栗山美政町長は町議長に辞職届を提出。計画推進のためには町長の交代が最善とし、次期町長選には立候補しないことを明らかにした[430]。
  -  国際連合総会は9月から始まる第80会総会の議長にドイツ前外相のアンナレーナ・ベアボックを選出[431]。
- 3日
  -  モンゴル議会がロブサンナムスライ・オユーンエルデネ首相に対する信任決議案を賛成44、反対38票で否決（可決には64票が必要）し、オユーンエルデネ首相の辞任が決定[432]。13日、新首相にゴンボジャブ・ザンダンシャタル（英語版）前議会議長を任命[433]。
  -  オランダ自由党のヘルト・ウィルダース党首が難民政策の相違を理由に、連立政権から閣僚を引き上げ離脱すると表明。政権は過半数割れとなり、ディック・スホーフ首相が辞任表明[434][435]。その後、スホーフ内閣は10月29日に解散総選挙を実施すると表明[436]。
  -  サモアのフィアメ・ナオミ・マタアファ首相が予算案否決を受けてサモア立法議会を解散[437]。選挙管理委員会は選挙実施の準備のため実施時期を6カ月延期するよう申立を行ったが最高裁が棄却し、8月29日の総選挙実施が決定[438]。
  -  大韓民国大統領選挙を執行。共に民主党候補者の李在明が得票率49.42％で当選し、翌4日に就任[439]。李は国務総理（首相）候補に金民錫を指名、国家安保室長に魏聖洛を任命[440]。
- 4日
  - 兵庫県警は、前年の知事選の際、虚偽の内容をSNSに投稿したなどとして県議会の百条委員会の委員長だった奥谷謙一から告訴されていた政治団体・NHKから国民を守る党党首の立花孝志を名誉毀損、脅迫、威力業務妨害の疑いで神戸地検に書類送検[441]。
  -  モナコ公のアルベール2世がフィリップ・メトゥー（英語版）を国務大臣（首相格）に指名、7月4日に就任予定[442]。
- 5日 -  ブルンジ議会選挙（英語版）を執行（ただし、主要野党の国民自由会議（英語版）(CNL)は選挙から排除）[443]。11日、与党の民主防衛国民会議・民主防衛勢力(CNDD-FDD)の得票率は96.51％となり、それ以外に議席獲得に必要な得票率2％を超えた政党はなかったため、CNDD-FDDが全100議席を獲得したとする暫定結果を発表[444]。
- 6日 -  バングラデシュのムハマド・ユヌス首席顧問（首相格）は2026年4月前半に総選挙（英語版）を実施すると表明[445]。
- 7日 -  2026年コロンビア大統領選挙（英語版）の予備候補者で元老院議員のミゲル・ウリベ・トゥルバイ（英語版）はボゴタの集会で銃に撃たれた[446]。ウリベは8月11日に死去[447]。
- 8日 -  （～9日）イタリアで外国人の市民権取得の容易化や労働者の権利に関する国民投票（英語版）を執行。投票率は30.6％にとどまり、成立に必要な50％に達しなかったので国民投票は不成立。変更内容に反対していたジョルジャ・メローニ首相の事実上の勝利[448]。
- 9日 -  ソウル高等法院は、2022年の大統領選挙に絡み虚偽事実を述べたとして公職選挙法違反罪に問われた李在明大統領について、18日に予定されていた差し戻し控訴審の初公判を延期すると発表。理由について、内乱と外患の罪を除き大統領は在任中、刑事訴追されないと定めた憲法84条に基づく措置だと説明。次回期日を指定しない事実上の無期限延期となった[449]。
- 10日
  -  フィリピンのサラ・ドゥテルテ副大統領に対する弾劾訴追を裁く法廷が上院に設置され開廷。審理は即日下院に差し戻され、弾劾訴追が合憲であるか確認するよう要求[450]。
  -  アルゼンチン最高裁は汚職の罪でクリスティーナ・フェルナンデス・デ・キルチネル元大統領に出されていた禁錮6年の下級審判決を支持し、判決が確定[451]。
- 11日
  - 石破茂首相（自由民主党総裁）と立憲民主党の野田佳彦代表、日本維新の会の前原誠司共同代表、国民民主党の玉木雄一郎代表による党首討論[452]。今回は野党側からの提案を踏まえ、党首討論導入後初となる午後6時から開催。
  - 国民民主党は、参院選比例代表で立候補を予定していた山尾志桜里元衆院議員の公認内定を取り消すと発表。過去の不倫疑惑などを巡りインターネット上で批判が続出し、党支持率の下落につながったとの声が出ていた[453]。
- 12日
  -  カリフォルニア州の連邦地裁は、不法移民取り締まり強化への抗議デモを受けてドナルド・トランプ大統領が命じたロサンゼルスへの州兵派遣を違法だと判断し、ギャビン・ニューサム知事に指揮権を返還するよう命令した。政府は即日控訴し、控訴裁は地裁命令の発効を一時差し止めた[454]。
  -  ベトナム国会は、全国の行政区画を34の省および市に再編する決議を通過した。即日発効で、新しい省または市の政府は7月1日より稼働[455]。16日、ベトナム国会常務委員会は、各省・市傘下の行政区画の再編決議を通過。市・県・区は全廃され、その下にあった坊（フオン）・社（サー）は省・市の直下の行政区画となる[456]。
- 13日 - 東京都議会議員選挙告示。42選挙区・定数127に対し、平成以降最多の295人が立候補[457]。
- 14日 -  ミネソタ州で2名の民主党の州議会議員が自宅で銃撃を受ける事件が発生。ミネソタ州議会下院（英語版）議員・元議長のメリッサ・ホートマン（英語版）と夫は殺され、ミネソタ州議会上院（英語版）議員のジョン・A・ホフマン（英語版）と妻は負傷し病院に搬送された[458]。
- 15日 - 神奈川県三浦市長選挙を執行。無所属新人の出口嘉一が現職で自由民主党推薦の吉田英男らを破り初当選[459]。
- 18日
  - ガソリン減税法案の審議に応じなかったとして、立憲民主党、日本維新の会、国民民主党などが提出した井林辰憲衆議院財務金融委員長に対する解任決議案が賛成多数で可決。衆議院で常任委員長の解任決議が可決されるのは現憲法下で初[460]。同日、野党各党の賛成多数で立憲民主党の阿久津幸彦を後任に選出[461]。
  - 沖縄県石垣市議会が中山義隆市長に対する不信任決議案を賛成19、反対3の賛成多数で可決[462]。中山は29日に自動失職[463]。
  -  タイ王国のペートンターン・シナワット首相とカンボジアのフン・セン前首相との会談内容が国民に影響を与えたとして、タイ誇り党が連立政権からの離脱を表明[464]。
- 19日 - 群馬県桐生市が発注した新庁舎建設工事を特定の共同企業体に落札させたなどとして、公契約関係競売入札妨害の疑いで自民党群馬県議団長の相沢崇文ら4人が逮捕された[465]。7月24日、警察は相沢をあっせん収賄容疑で再逮捕し、桐生市の前副市長を荷重収賄と官製談合防止法違反の容疑で逮捕[466]。
- 20日
  - 野党7党提出のガソリン税の暫定税率廃止法案が衆院本会議で、立憲民主党など野党の賛成多数で可決[467]。21日に参議院財政金融委員会で法案の質疑が行われたが、野党の採決要求に対し、自由民主党は審議不十分だとして拒否。同委の三宅伸吾委員長は採決を行わないまま散会を宣告。法案の継続審査の手続きを取っていないため、22日の会期末で廃案となる[468]。
  - 無所属の鈴木宗男参議院議員が辞職。自由民主党は鈴木を参院選比例代表候補として擁立する方針で、同日付で復党を了承[469]。
  -  ルーマニアのニクショル・ダン大統領は、イリエ・ボロジャン（英語版）前元老院（上院）議長を新首相に指名[470]。23日、議会が新内閣を賛成301、反対9、棄権154票で承認[471]。
- 22日
  - 東京都議会議員選挙を執行。小池百合子知事が特別顧問を務める都民ファーストの会が31議席を獲得し都議会第1党を奪還。自由民主党は裏金問題などの影響から過去最低だった2017年選挙の23議席よりも下回る21議席（無所属から追加公認となった3人含む）で敗北。公明党は9回連続の全員当選を達成することができず19議席。国政野党では立憲民主党が17議席に増やし、日本共産党が14議席に減らした。東京・生活者ネットワークは1議席を維持。また、国民民主党が9議席、参政党が3議席、それぞれ初めて都議会で議席を獲得。1議席だった日本維新の会は議席を失った。再生の道は42人が立候補したが全敗。れいわ新選組、社会民主党、日本保守党、その他政治団体も全敗に終わった[472][473]。
  - 横須賀市長選挙を執行。現職の上地克明が3選[474]。
  - 船橋市長選挙を執行。現職の松戸徹が4選[475]。
  - 第217回国会（常会）が閉会[476]。
- 25日 -  アルメニア当局はクーデターの疑いにより、2024年アルメニアデモ（英語版）のリーダーだったアルメニア使徒教会の大主教バグラト・ガルスタニャン（英語版）ら10数名を逮捕[477]。
- 26日 -  モナコ公国の次期国務大臣（首相格）に指名されていたフィリップ・メトゥー（英語版）が7月4日の就任宣誓を前に辞退[478]。
- 27日
  -  ロシア当局はエカチェリンブルクで大量のアゼルバイジャン人を勾留し、2人を死なせたため、アゼルバイジャンとロシアの関係が悪化[479]。
  -  中国全国人民代表大会常務委員会が中央軍事委員会の苗華委員の解任を決定[480]。
- 28日 - 4月に日本維新の会を離党した梅村みずほ参院議員が参政党に入党。これにより参政党は所属国会議員が5人となり、公職選挙法に定められた国政政党としての政党要件の条件2つを共に満たすことになる[481]。
- 29日 -  香港の民主派政党である社会民主連線の陳宝瑩主席が、党の解散を決定したと発表[482]。
- 30日 -  ニース市長のクリスチャン・エストロジとローラ・トヌージ（フランス語版）夫妻とフランス・テレビジョン会長のデルフィーヌ・エルノット（フランス語版）らは2023年にニースで開催されたジュニア・ユーロビジョン・ソング・コンテストと気候サミットの資金を不正流用したなどの疑いにより、マルセイユで警察に勾留され司法調査を受けた[483][484]。

### 7月
- 1日 -  タイ王国の国王ラーマ10世はタイ誇り党の連立政権離脱に伴いペートンターン・シナワット首相が提案していた内閣改造を承認[485]。同日、憲法裁判所は、カンボジアのフン・セン前首相との会談内容を問題視した上院議員より提出されていたシナワットに対する失職請求を受理し、判決確定まで職務を一時停止。スリヤ・ジュンルンルアンキット（英語版）副首相が職務を代行、シナワットは内閣改造により就任した文化相の職務は継続[486]。
- 2日 - 長野県須坂市のふるさと納税返礼品の産地偽装問題をめぐり、市議会本会議で、三木正夫市長と副市長の問責決議案を賛成多数で可決[487]。
- 3日
  - 第27回参議院議員通常選挙が公示、選挙区と比例区にあわせて522人が立候補[488]。
  -  大韓民国国会は金民錫を国務総理（首相）とする任命同意案を賛成173、反対3、無効3票で承認。最大野党の国民の力は投票をボイコット[489]。4日、李在明が任命同意案を承認[490]。7日、政府世宗庁舎（英語版）にて就任式[491]。
  -  マリ共和国国軍が任命した立法機関である国民移行評議会（フランス語版）(CNT)は、アシミ・ゴイタ移行大統領の5年間の任期延長を出席議員の131人全員の賛成で承認[492]。
  -  モナコ公国がクリストフ・ミルマン（フランス語版）の国務大臣（首相格）への就任を発表。7月21日に就任宣誓予定[493]。
- 5日 -  イーロン・マスクはアメリカ党の設立を発表[494]。
- 6日
  -  スリナム国会は無投票でイェニファー・シモンス（英語版）元議長を大統領に、グレゴリー・ラスランド（英語版）を副大統領に選出、7月16日に就任[495][496]。
  -  ブラジル・リオデジャネイロで第17回BRICS首脳会議が開催。「リオデジャネイロ宣言」を採択[497]。
- 7日
  - 静岡県伊東市議会は、学歴詐称疑惑が報じられている田久保眞紀市長に対し、辞職勧告決議案と百条委員会の設置案を全会一致で可決[498]。同日、田久保は辞職して出直し市長選に立候補する意向を表明[499]。
  -  ロシアのウラジーミル・プーチン大統領は、ロマン・スタロボイト（ロシア語版）運輸相を解任し、アンドレイ・ニキーチン（ロシア語版）運輸次官を運輸相代行に任命[500]。スタロボイトは同日、自家用車内で死亡。連邦捜査委員会は自殺と推定[501]。
- 8日 -  中国共産党の中央紀委と国家監委が、元武漢市長の周先旺に対する汚職疑惑の捜査を開始したと発表[502]。
- 10日
  - 長崎県佐々町発注の二つの公共工事の指名競争入札で、業者側に価格を漏らしたとして、官製談合防止法違反罪などに問われた前町長の古庄剛に、長崎地裁は懲役1年6月、執行猶予3年の判決を言い渡した[503]。
  -  大韓民国の尹錫悦前大統領による2024年12月の戒厳令宣布を巡る捜査を行う特別検察官は、尹を特殊公務執行妨害などの容疑で逮捕[504]。19日、同罪などで追起訴[505]。
- 11日 - 静岡県伊東市の前市長・田久保眞紀の学歴詐称問題を調査する百条委員会が初会合。田久保に対する証人尋問が行われる[506]。
- 12日 -  フランス政府とニューカレドニアの独立派と独立反対派は、ニューカレドニアを仏国内で一定の主権を持つ「国家」とすることで合意。仏憲法を改正し、住民が仏国籍に加えてニューカレドニアの国籍を取得できるようにする[507]。
- 14日
  - 自民党の鶴保庸介参議院予算委員長は「運のいいことに能登で地震があった」などと発言したことの責任を取り、委員長を辞任[508]。
  -  ウクライナのヴォロディミル・ゼレンスキー大統領が新首相にユリヤ・スヴィリデンコ第一副首相兼経済発展貿易大臣を指名[509]。現職のデニス・シュミハリ首相は国防大臣へ横滑させることを表明[510]。15日、シュミハリが首相辞任を表明。翌16日、議会がシュミハリの首相辞任を了承[511]。
- 15日 - 鈴木宗男参議院議員の辞職に伴い、日本維新の会の桑原久美子が繰り上げ当選。任期は28日までの14日間[512]。
- 16日
  -  北京市の中級人民法院（地裁）は、収賄罪に問われた元中国共産党チベット自治区委員会書記の呉英傑に執行猶予2年付きの死刑判決を言い渡した[513]。
  -  ボスニア・ヘルツェゴビナ大統領評議会議長にジェリコ・コムシッチが就任[514]。
- 17日 -  スロベニアはパレスチナでのジェノサイドにより、イスラエルの高官のベザレル・スモトリッチとイタマル・ベン＝グヴィルのペルソナ・ノン・グラータ指定と入国禁止措置を発表[515]。
- 19日 -  ベトナム共産党中央執行委員会はグエン・スアン・フック、ヴォー・ヴァン・トゥオン、ヴオン・ディン・フエ、レ・ミン・カイ（英語版）ら元高官の党内の全ての役職の解除を決定[516]。
- 20日
  - 第27回参議院議員通常選挙[注 3]を執行。与党は自由民主党が39、公明党が8議席の獲得にとどまるなど振るわず、全体でも過半数割れ。野党は立憲民主党が22、国民民主党が17、参政党が14、日本維新の会が7、日本共産党とれいわ新選組がそれぞれ3、日本保守党が2、社会民主党とチームみらいがそれぞれ1、その他無所属が8議席を獲得[517]。平成生まれの参議院議員（国民民主党の奥村祥大、日本維新の会の新実彰平、参政党の中田優子、チームみらいの安野貴博）が誕生した[518]。翌21日、石破茂総理（自民党総裁）は続投する意思を表明[519]。
  - 奈良市長選挙を執行。現職の仲川げんが5選[520]。
  - 愛知県豊橋市の多目的屋内施設（新アリーナ）計画で、事業継続の賛否を問う住民投票が執行され、賛成・106,157票、反対・81,654票で賛成が多数を占めた。投票率は65・67％[521]。
- 21日 -  インドのジャグディープ・ダンカール副大統領が健康上の理由で電撃辞任[522]。
- 22日 -  フランスの予審判事は、元日産自動車会長カルロス・ゴーンが率いていたルノーと日産の企業連合の統括会社がラシダ・ダティ文化相に多額の弁護士報酬を支払っていたとして、汚職などの罪で両者を起訴[523]。
- 23日
  -  北マリアナ諸島のアーノルド・パラシオス知事が死去し[524]、副知事のデビッド・M・アパタン（英語版）が知事に昇格、24日に就任式[525]。
  -  ルワンダのポール・カガメ大統領が中央銀行副総裁のジャスティン・ンセンギユムヴァ（英語版）を首相に任命[526]、25日に就任宣誓[527]。
- 25日 -  フィリピン最高裁がサラ・ドゥテルテ副大統領に対する弾劾訴追を違憲と判断し棄却[528]。
- 26日
  -  台湾立法院（議会）の中国国民党議員24人に対するリコールを問う投票が執行され、全て不成立[529]。
  -  スーダン反政府勢力が作る独自政府『平和統一政府』の首相に、主権評議会の元文民メンバーであるモハメド・ハッサン・アル＝タイシ（英語版）が就任[530]。
- 28日
  - 参議院選挙の敗北を受け、自由民主党が両院議員懇談会を開催。石破茂総裁（内閣総理大臣）は続投する意向を表明[531]。
  -  タイとカンボジアの国境紛争を巡り、タイのプームタム・ウェーチャヤチャイ首相代行とカンボジアのフン・マネット首相がマレーシアの首都クアラルンプール近郊で会談し、無条件の即時停戦で合意[532]。
  -  コロンビアのアルバロ・ウリベ元大統領は証人買収や手続上詐欺などの罪により有罪判決を受けた[533]。8月1日に自宅軟禁12年の量刑を言い渡された[534]。
- 30日
  - ガソリン税の暫定税率の廃止をめぐり、与野党6党（自由民主党、公明党、立憲民主党、日本維新の会、国民民主党、日本共産党）の国会対策委員長が会談し、各党の実務者で財源などの課題を検討したうえで秋の臨時国会を念頭に必要な法案を成立させ、年内のできるだけ早い時期に廃止することで合意[535]。
  - 衆議院議院運営委員会の理事会で与野党は臨時国会の会期を5日間とすると合意[536]。併せて、20の参議院常任委員長・審査会長ポストの会派ごとの配分を決定。自民10、立憲4、国民2、公明2、維新1、参政1[537]。なお、参政党は結党以来初の委員長ポストとなる[538]。
  - 自由民主党は参院議員特別総会を開き、松山政司参議院幹事長の参院議員会長就任を承認[539]。
  -  コスタリカの2026年総選挙に立候補する資格を得るため、ステファン・ブルナー（英語版）第一副大統領、ノグイ・アコスタ・ハエン(Nogui Acosta Jaén)財務相を含む7閣僚が辞任。やはり立候補が見込まれているロドリゴ・チャベス・ロブレス大統領は辞任を否定[540]。
  -  フランス領ポリネシアの高等弁務官にロワール県知事のアレクサンドル・ロシャット(Alexandre Rochatte)を任命、9月1日付で就任へ[541]。
- 31日
  - 静岡県伊東市の田久保眞紀市長の学歴詐称疑惑で、田久保市長は記者会見を開き、自ら表明していた7月中の辞職を撤回[542]。
  -  過去のビジネス取引に不正疑惑が持ち上がっていたリトアニアのギンタウタス・パルツカス首相が辞任を表明し、ギタナス・ナウセダ大統領が了承[543]。
  -  ミャンマー国軍は2021年のクーデターに伴い発令した非常事態宣言を解除[544]。国家を統治してきた国家行政評議会は解散し、新たに発足した国家安全保障・平和委員会(State Security and Peace Commission)に置き換わった（両方ともミン・アウン・フラインがトップ）[545]ほか、新たな連邦政府が発足し、ニョー・ソー（英語版）を首班とする新たな政権の陣容が発表[546]。
  -  エルサルバドル立法議会は大統領の再選制限を撤廃する憲法改正案を57対3の賛成多数で可決。これにより、現在2期目のナジブ・ブケレ大統領が多選を目指すことが可能となった[547]。

### 8月
- 1日
  - 参院選の結果を受け第218回国会（臨時会）が召集[548]。参議院議長に自由民主党の関口昌一を再選し、副議長には立憲民主党の福山哲郎を選出[549]。
  - 参政党は国会議員団の役員ポストを新設し、幹事長兼政調会長に安藤裕参議院議員を起用[550]。
  -  アメリカ合衆国のドナルド・トランプ大統領は労働省労働統計局のエリカ・マッケンターファー（英語版）局長が雇用統計を改竄したと主張し、解任を命じたと明らかにした[551]。
  -  大韓民国の尹錫悦前大統領による2024年12月の非常戒厳宣布について捜査する特別検察官のチームは、戒厳に関与したとして、内乱重要任務従事などの疑いで李祥敏（英語版）前行政安全相を逮捕[552]。
  -  ボスニア・ヘルツェゴビナの控訴裁判所がスルプスカ共和国のミロラド・ドディク大統領に対する6年間の政治職への就任を禁止すると評決。6日、選挙管理委員会がこの決定を支持し、大統領職を剥奪。ドディクはこれを拒否し、選管に対し控訴する意向を表明[553]。
- 2日 -  大韓民国の与党・共に民主党が鄭清来国会議員を新代表に選出[554]。
- 3日
  - 横浜市市長選挙を執行。現職の山中竹春が元衆議院議員の田中康夫らを破り再選[555]。
  - 仙台市市長選挙を執行。現職の郡和子が3選[556]。
  -  来年の下院選挙におけるテキサス州の選挙区のゲリマンダリングに反発するため、テキサス州議会の一部の民主党の議員は出席定数の低下を狙いイリノイ州へ逃亡[557]。
- 4日
  -  リトアニアのギンタウタス・パルツカス首相が正式に辞任し、リマンタス・シャジュス（英語版）財務相を首相代行に任命[558]。
  -  ブラジル最高裁は、クーデター未遂などの罪で公判中のジャイール・ボルソナーロ前大統領に対し、SNSの利用禁止命令に違反したとして、自宅軟禁を命じた[559]。
- 5日
  - 日本維新の会の前原誠司共同代表は党役員会で、7月の参院選の結果を受けて引責辞任する考えを表明。岩谷良平幹事長、阿部司総務会長、漆間譲司国会対策委員長も辞意を示した[560]。
  - 第218回国会（臨時会）会期末[561]。
  - 立憲民主党の堤かなめ衆議院議員が福岡県大野城市長選出馬のため、衆議院に議員辞職願を提出し、許可された[562]。
  - 福岡県芦屋町の波多野茂丸町長は、健康上の理由により31日付で辞職するとの届け出を町議会議長に提出し、受理された[563]。
  -  ブルンジのエヴァリステ・ヌダイシミエ大統領が、ネストル・ンタホンチュイエ（英語版）財務大臣を新首相に指名し、同日中に議会が承認[564]。
  -  モルドバの裁判所は、政党資金をロシアから流用したとして、ガガウズ自治区元首のエフゲニア・グシュルに禁錮7年の判決を下した[565]。
- 6日
  -  ガーナ中部のアシャンティ州で同国空軍のヘリコプターが墜落する事故（英語版）が発生。搭乗していたエドワード・オマネ・ボアマ（英語版）国防相とイブラヒム・ムルタラ・ムハンメド（英語版）環境科学技術相が死亡[566][567]。
  -  フィリピン最高裁によるサラ・ドゥテルテ副大統領に対する弾劾訴追の違憲判断を受け、上院が弾劾訴追の停止を賛成19、反対4、棄権1人で可決[568]。
- 7日
  - 日本維新の会は常任役員会で代表選挙の実施について所属議員らによる投票の開票結果、代表選は行わず、吉村洋文代表（大阪府知事）の続投が決定[569]。また、辞意を表明した前原誠司共同代表の後任を決める選挙に、藤田文武衆院議員、松沢成文参院議員、斉木武志衆院議員の3人が立候補。8日午後に両院議員総会を開き、国会議員による投票で選出する[570]。
  -  ハイチの暫定大統領評議会議長にローラン・サン＝シル（フランス語版）評議員が就任[571]。
  -  ギニアビサウのウマロ・シソコ・エンバロ大統領が新首相にブライマ・カマラ（ポルトガル語版）議会副議長を任命[572]。
- 8日
  - 参院選の大敗をめぐり自由民主党が両院議員総会を開催。石破茂総裁（内閣総理大臣）の辞任や総裁選挙の前倒し実施を求める声が相次ぎ、総裁選挙については総裁選挙管理委員会に対応を一任し検討することを決定[573]。
  - 日本維新の会は両院議員総会を開き、新たな共同代表を決める選挙を執行。国会議員による投票が行われ、藤田文武衆院議員が57人中49票を集め、当選[574]。
  - 神戸地方検察庁はこの日までに、公職選挙法違反の容疑で書類送検された兵庫県知事の斎藤元彦に対し任意の事情聴取をしていたことが判明[575]。
  - 兵庫県知事の斎藤元彦の疑惑に関する百条委員会の委員を務め、1月に自殺した元県議の男性に関する虚偽の情報を動画投稿サイトなどで発信したとして元県議の遺族が、名誉毀損の容疑で政治団体NHK党の党首の立花孝志を兵庫県警に刑事告訴し、6月に受理されたと公表[576]。
  -  アゼルバイジャンのイルハム・アリエフ大統領とアルメニアのニコル・パシニャン首相はホワイトハウスでドナルド・トランプ米大統領と会談し、米国の仲介による和平に向けた共同宣言に署名[577]。
- 9日 -  米紙ウォールストリート・ジャーナル電子版は、中国共産党中央対外連絡部の劉建超部長が当局に拘束され尋問を受けていると報じた[578]。
- 12日 - 日本維新の会は、吉村・藤田の新体制下での執行部人事を発表。幹事長に中司宏、政調会長に斎藤アレックスをそれぞれ充てた。国会対策委員長には遠藤敬が再登板。総務会長には高木佳保里が就任。選挙対策の責任者に井上英孝、顧問に馬場伸幸前代表と前原誠司前共同代表が就く見通し[579]。
- 13日 - 静岡県伊東市議会の百条委員会は学歴詐称疑惑が浮上した市長の田久保眞紀に対する証人尋問[580]。
- 15日 - 清和政策研究会（旧・安倍派）から受け取った寄付金約1950万円を政治資金収支報告書に記載しなかったとして、東京地検特捜部は萩生田光一衆議院議員の政策秘書を政治資金規正法違反で略式起訴。東京簡裁は同日、罰金30万円と公民権停止3年間の略式命令を出した[581]。
- 17日
  - 中山義隆市長の失職に伴う沖縄県石垣市長選挙を執行。中山が5選[582]。
  -  ボリビア総選挙・大統領選挙（英語版）を執行。大統領選挙は、暫定結果で中道右派のロドリゴ・パス・ペレイラ（英語版）上院議員が32.18％、保守派のホルヘ・キロガ・ラミレス元大統領が26.94％を得票し、10月19日の決選投票に進出、現与党系で左派候補のエドゥアルド・デル・カスティージョ（英語版）は3.16％にとどまる惨敗[583][584][585]。

## 予定

### 8月
- 20日 - 22日 - 第9回アフリカ開発会議（TICAD 9）[586]
- 23日 -  台湾立法院（議会）の中国国民党議員7人に対するリコールを問う投票[529]
- 29日 -  サモア総選挙（英語版）[438]

### 9月
- 3日 -  セントヘレナ総選挙（英語版）[587]
- 7日
  - 三重県知事選挙[588]
  - 茨城県知事選挙[589]
- 8日 -  ノルウェー議会選挙（英語版）[590]
- 15日 - 20日 -  シリア議会選挙（英語版）[591]
- 27日
  -  ガボン議会選挙（英語版）（第1回投票）[378]
  -  セーシェル総選挙（英語版）[592]
- 月内 -  ソマリア総選挙[593]

### 10月
- 3日・4日 -  チェコ議会選挙（英語版）[594]
- 11日 -  ガボン議会選挙（英語版）（第2回投票）[378]
- 12日 -  カメルーン大統領選挙（英語版）[595]
- 19日 -  ボリビア大統領選挙（英語版）決選投票[584]
- 25日 -  コートジボワール大統領選挙（英語版）[596]
- 26日
  -  アルゼンチン議会選挙（英語版）[597]
  - 宮城県知事選挙[598]
  - 神戸市長選挙[599]
  - 川崎市長選挙[600]
- 29日 -  オランダ総選挙（英語版）[436]

### 11月
- 9日 - 広島県知事選挙[601]
- 11日 -  イラク議会選挙（英語版）[602]
- 15日 -  ハイチ総選挙（英語版）[603]
- 16日 -  チリ総選挙（英語版）[597]
- 22日・23日 -  第20回20か国・地域首脳会合
- 23日 -  ギニアビサウ議会選挙・大統領選挙（英語版）[572]
- 30日 -  ホンジュラス総選挙（英語版）[597]

## 死去

### 1月
- 1日 - ヴィクトル・アルクスニス： 元ロシア国家院議員、元トゥチコヴォ（英語版）市長、元ソビエト連邦人民代議員大会・ラトビア共和国最高会議議員（* 1950年）[604]
- 2日 - フランセスク・アンティク・オリベ（英語版、スペイン語版、カタルーニャ語版）： 元スペイン上院・スペイン下院議員、元バレアレス諸島政府首相、元アルガイダ（英語版）市長、元スペイン社会労働党バレアレス諸島党事務総長（* 1958年）[605]
- 3日
  - 崔相曄（朝鮮語版）： 元大韓民国法務部長官、元法制処長（* 1937年）[606]
  - タリアナ・トゥリア（英語版、マオリ語版）： 元ニュージーランド代議院議員【労働党・マオリ党所属】、元マオリ党共同党首、元コミュニティおよびボランティア部門相・ファーナウオラ（英語版）相（* 1944年）[607]
  - ニコ・レキシュヴィリ（英語版）： 元グルジア国家大臣（首相格）、元トビリシ市長（* 1947年）[608]
  - 澤雄二：元参議院議員【公明党所属】（* 1948年）[609]
- 4日 - クロード・アレグル： 元フランス国民教育大臣（* 1937年）[610]
- 5日
  - 貝沼次郎：元衆議院議員【公明党・新進党所属】（* 1933年）[611]
  - コスタス・シミティス： 第174代ギリシャ共和国首相（* 1936年）[612]
  - 田端正広：元衆議院議員【公明党・新進党・新党平和所属】（* 1940年）[613]
- 6日
  - 梅沢健三：元北海道千歳市長（* 1933年）[614]
  - ヘンリー・エマン（英語版）： 元オランダ自治領アルバ首相（* 1948年）[615]
- 7日
  - ジャン＝マリー・ル・ペン： 初代フランス国民戦線党首、元国民議会議員、元欧州議会議員（* 1928年）[616]
  - ウォルター・マルトス（英語版）： 第159代ペルー共和国首相（* 1957年）[617]
  - 佐久間清治：元千葉県富津市長、元富津市議会議員（* 1945年）[618]
- 8日 - 林正峰（中国語版）： 元立法委員、元桃園市議会・桃園県議会議員、元亀山郷長、元亀山郷議会議員（* 1949年）[619]
- 9日 -  マーガレット・ババ・ディリ（英語版）： 元ウガンダ議会議員（* 1954年）[620]
- 12日 - イサイアス・ロドリゲス（英語版）： 元ベネズエラ副大統領、元検事総長（* 1942年）[621]
- 15日 - ロズニー・スマート（ハイチ語版）： 元ハイチ首相（* 1940年）[622]
- 17日
  - ディディエ・ギヨーム： モナコ国務相、元フランス農業相、元フランス元老院議員・第一副議長、元ドローム県議会議員・議長、元ブール＝ド＝ペアージュ（英語版）市長（* 1959年）[623]
  - ポンサルマーギーン・オチルバト： 初代モンゴル国大統領、第12代モンゴル人民共和国人民大会議幹部会議長（* 1942年）[624]
- 18日
  - 竹内英明：前兵庫県議会議員（* 1974年）[625]
  - ジョン・ラプリ（英語版）： 第4代ソロモン諸島総督（* 1955年）[626]
- 21日 - マウリシオ・フネス： 第41代エルサルバドル共和国大統領（* 1959年）[627]
- 22日 - ヴァスコ・ロシャ・ヴィエイラ（英語版）： 最終代ポルトガル領マカオ総督（* 1939年）[628]
- 24日 - 中西績介：第18代総務庁長官、元衆議院議員【日本社会党・社会民主党所属】（* 1926年）[629]
- 26日 - グラント・タンブリング（英語版）： 元オーストラリア領ノーフォーク島行政官（* 1943年）[630]
- 27日
  - 折田謙一郎：元群馬県中之条町長（* 1948年）[631]
  - 東川裕：元奈良県御所市長（* 1961年）[632]
- 28日 - 池田幹幸：元参議院議員【日本共産党所属】（* 1941年）[633]
- 30日 - ジュリアス・チャン（英語版）： 第2・7・8代パプアニューギニア首相、第4代ニューアイルランド州知事（* 1939年）[634]
- 31日 - カルロス・フェレーロ（英語版）： 第139代ペルー共和国首相（* 1941年）[635]

### 2月
- 1日 - ホルスト・ケーラー： 第9代ドイツ連邦大統領、第8代国際通貨基金専務理事（* 1943年）[636]
- 2日 - 西本勝子：元衆議院議員【自由民主党所属】（* 1950年） [637]
- 3日 - 横江金夫：元衆議院議員【日本社会党所属】（* 1934年）[638]
- 4日
  - 朱良子： 元大韓民国保健福祉部長官、元国会議員（* 1931年）[639]
  - シド・アハメド・ゴザリ（英語版）： 第6代アルジェリア民主人民共和国首相（* 1937年）[640]
- 7日 - 髙松隆三：元青森県市浦村長、元五所川原市教育長（* 1932年?）[641]
- 8日
  - ギャロ・トゥンドゥプ（英語版）： 元チベット亡命政府議会議長（* 1928年）[642]
  - サム・ヌジョマ： 初代ナミビア大統領、元南西アフリカ人民機構議長（* 1929年）[643]
- 15日 - 吉岡賢治：元衆議院議員【日本社会党・民主改革連合所属】（* 1938年）[644]
- 16日
  - 鄒家華（中国語版）： 元中国共産党中央政治局委員、元国務院副総理、元全国人民代表大会常務委員会副委員長（* 1926年）[645]
  - 島津幸広：元衆議院議員【日本共産党所属】、元日本共産党中央委員会委員・静岡県委員会書記長（* 1956年）[646]
- 17日 - フリッツ・ボルケステイン（英語版、オランダ語版）： 元オランダ王国防衛相、元第二院議員、元欧州委員会域内市場担当委員、元自由民主国民党党首（* 1933年）[647]
- 23日 - ターニン・クライウィチエン（英語版）： 第20代タイ王国首相（* 1927年）[648]
- 24日 - フランク・ジョージ・ウィズナー： 元アメリカ合衆国国際安全保障担当国務次官、元政策担当国防次官（* 1938年）[649]
- 26日
  - 乾晴美：元参議院議員【民主改革連合所属】、元科学技術政務次官（* 1934年）[650]
  - 金泰栄： 第42代大韓民国国防部長官（* 1949年）[651]
- 27日 - 崔永喆： 元大韓民国国務副総理兼統一院長官（* 1935年）[652]

### 3月
- 4日 - ジャン・ルイ・ドブレ： 元フランス内務大臣、元国民議会議長、元憲法評議会議長（* 1944年）[653]
- 5日 - シルベスター・ターナー（英語版）： アメリカ合衆国下院議員、元ヒューストン市長（* 1954年）[654]
- 6日 - 堀込征雄：元衆議院議員【日本社会党・新進党・太陽党・民政党・民主党所属】（* 1942年）[655]
- 7日 - デビッド・ブナギ： 第7代ソロモン諸島総督（* 1951年）[656]
- 8日
  - マイケル・アマコスト： 元駐日アメリカ合衆国大使、元政治担当国務次官（* 1937年）[657]
  - 宮地正介：元衆議院議員【公明党・公明新党・新進党・新党平和所属】（* 1940年）[658]
- 10日 - フランシス・ビリー・ヒリー（英語版）： 第4代ソロモン諸島首相（* 1948年）[659]
- 11日 - 藤川晋之助（藤川基之）：元大阪市会議員【自由民主党所属】、選挙プランナー（* 1953年）[660]
- 12日 - ヴァルター・シュウィマー（英語版）： 元欧州評議会事務局長（* 1942年）[661]
- 14日 - アラン・シンプソン（英語版）： 元アメリカ合衆国上院議員（* 1931年）[662]
- 15日 - 麻生渡：公選第13-16代福岡県知事、第10代全国知事会会長（* 1939年）[663]
- 17日 - 斎藤十朗：第21-22代参議院議長、第66代厚生大臣、第18代自由民主党参議院議員会長、元参議院議員【自由民主党所属】（* 1940年）[664]
- 19日 - 佐藤栄佐久：公選第13-17代福島県知事、元参議院議員【自由民主党所属】（* 1939年）[665]
- 20日（公表日） - ヴィトリド・フォーキン（英語版）： 初代ウクライナ首相（* 1932年）[666]
- 26日 - 田名部匡省：元青森県議会議員、元衆議院議員、元参議院議員【自由民主党・新生党・新進党・無所属の会・民主党所属】、第17代農林水産大臣（* 1934年）[667]
- 27日
  - 竹村泰子：元衆議院議員、元参議院議員【日本社会党・社会民主党・旧民主党・民主党所属】（* 1933年）[668]
  - 針生雄吉：元参議院議員【公明党所属】（* 1937年）[669]
- 31日 - 張済元： 元大韓民国国会議員（* 1967年）[670]

### 4月
- 2日 - カムタイ・シーパンドーン： 第4代ラオス人民民主共和国主席、第2代首相、第2代ラオス人民革命党中央委員会書記長（* 1924年）[671]
- 4日 - 湯川一行：元衆議院議員【自由民主党所属】（* 1949年）[672]
- 7日 - アマラ・エシー（英語版）： 元コートジボワール外相、国際連合第49回総会議長、元アフリカ統一機構事務総長、元アフリカ連合委員会暫定議長（* 1944年）[673]
- 9日 - ベラ・シドロワ（ロシア語版）： 元カザフ・ソビエト社会主義共和国最高会議幹部会議長（元首格）代行（* 1934年）[674]
- 13日 - リチャード・アーミテージ： 第13代アメリカ合衆国国務副長官（* 1945年）[675]
- 14日 - アブドラ・バダウィ： 第5代マレーシア首相、元外相、元財務相（* 1939年）[676]
- 15日 - 岸本周平：第56代和歌山県知事、元衆議院議員【民主党・民進党・希望の党・旧国民民主党・国民民主党所属】（* 1956年）[322]
- 18日 - 岩倉博文：第6代苫小牧市長、元衆議院議員【自由民主党所属】（* 1950年）[677]
- 21日
  - 岩井國臣：元国土交通副大臣、元参議院議員【自由民主党所属】（* 1938年）[678]
  - フランシスコ： 第266代ローマ教皇（* 1936年）[679]
- 23日
  - フアド・メバザ： 元チュニジア暫定大統領、元下院議長（* 1933年）[680]
  - ウジェーヌ・コフィ・アドボリ（英語版）： 第5代トーゴ共和国首相（* 1934年）[681]
- 25日 - 呉桂賢： 元中国国務院副総理（* 1938年）[682]
- 30日 - ユーレス・ヴェイデンボス： 第7代スリナム大統領、元副大統領、元首相（* 1941年）[683]

### 5月
- 6日
  - 田浦直：元参議院議員【新進党・自由民主党所属】（* 1937年）[684]
  - ジョセフ・ナイ： 元アメリカ合衆国国際安全保障担当国防次官補、元国家情報会議議長（* 1937年）[685]
  - カチュシャ・ヤシャリ（英語版）： 第10代コソボ社会主義自治州行政評議会議長、元コソボ共産主義者同盟中央委員会書記、コソボ社会民主党（英語版）創設者（* 1946年）[686]
- 7日 - クレオパ・ムスヤ（英語版）： 第3代タンザニア連合共和国首相（* 1931年）[687]
- 10日 - 田村利男：群馬県神流町長（* 1954年?）[688]
- 13日
  - ホセ・ムヒカ： 第40代ウルグアイ東方共和国大統領（* 1935年）[689]
  - キット・ボンド（英語版）： 元アメリカ合衆国上院議員、元ミズーリ州知事（* 1939年）[690]
  - 田村公平：元参議院議員【自由民主党・自由連合所属】（* 1947年）[691]
- 16日 - ヤン・テルラウ（英語版）： 元オランダ副首相、元民主66党首（* 1931年）[692]
- 20日 - チャン・ドゥック・ルオン： 第3代ベトナム社会主義共和国主席、元副首相（* 1937年）[693]
- 21日 - アンドリー・ポルトノフ（英語版）： 元ウクライナ大統領府副長官（* 1973年）[694]
- 22日 - アルフレド・パラシオ： 第54代エクアドル共和国大統領、第47代副大統領（* 1939年）[695]

### 6月
- 2日 - 許其亮： 元中国共産党中央政治局委員、元中国共産党中央軍事委員会副主席（* 1950年）[696]
- 5日 - エドガー・ルング： 第6代ザンビア大統領（* 1956年）[697]
- 10日
  - スチンダー・クラープラユーン： 第25代タイ王国首相（* 1933年）[698]
  - ブヤル・ブコシ（英語版）： 第2代コソボ共和国首相（* 1947年）[699]
- 12日 - ニコライ・ヴィノグラードフ： 第2代ヴラジーミル州行政長官（知事）（* 1947年）[700]
- 14日 - ビオレタ・チャモロ： 第45代ニカラグア大統領（* 1929年）[701]
- 21日 - カイラシュ・ピュリャグ（英語版）： 第5代モーリシャス大統領（* 1947年）[702]
- 26日 - リチャード・バウチャー（英語版）： 元アメリカ合衆国国務次官補（南アジア・中央アジア担当）、元国務省報道官（* 1951年）[703]

### 7月
- 3日 - デイヴィッド・マブザ： 第8代南アフリカ共和国副大統領、元ムプマランガ州知事（* 1960年）[704]
- 7日 - ロマン・スタロボイト（ロシア語版）： 前ロシア連邦運輸相、元クルスク州知事（* 1972年）[501]
- 11日 - ワジム・メドヴェージェフ： 元ソ連共産党政治局員（* 1929年）[705]
- 13日 - ムハンマド・ブハリ： 第7代ナイジェリア大統領、元最高軍事評議会議長（* 1942年）[706]
- 14日 - 山出保：第29代石川県金沢市長、第26代全国市長会会長（* 1931年）[707]
- 17日
  - ウド・フォークト： 第5代ドイツ国家民主党党首、元欧州議会議員（* 1952年）[708]
  - 野瀬豊：福井県高浜町長（* 1960年）[709]
- 18日 - 峯山昭範：元参議院議員【公明党所属】（* 1935年）[710]
- 23日 - アーノルド・パラシオス： 第10代北マリアナ諸島知事、第12代副知事（* 1955年）[524]
- 24日 - 新盛辰雄：元衆議院議員【日本社会党所属】（* 1926年）[711]
- 30日 - 高井和伸：元参議院議員【連合参議院所属】（* 1940年）[712]

### 8月
- 5日
  - イオン・イリエスク： 初代・第3代ルーマニア大統領、元救国戦線評議会議長（* 1930年）[713]
  - スナイダー・リニ（英語版）： 第8代ソロモン諸島首相（* 1949年）[714]
- 6日
  - イブラヒム・ムルタラ・ムハンメド（英語版）： ガーナ環境科学技術相、国民議会議員（* 1974年）[567]
  - エドワード・オマネ・ボアマ（英語版）： ガーナ国防相（* 1974年）[567]
- 7日 - ミンスエ： ミャンマー第一副大統領、元大統領代行（* 1951年）[715]
- 8日 - ウィリアム・H・ウェブスター： 第14代アメリカ合衆国中央情報長官、第3代連邦捜査局長官（* 1924年）[716]
- 10日
  - ニコライ・ゴルシコ： 初代ロシア連邦防諜庁長官、元保安相（* 1937年）[717]
  - 釜本邦茂：元参議院議員【自由民主党所属】（* 1944年）[718]
- 11日 - ミゲル・ウリベ・トゥルバイ（英語版）：コロンビア元老院議員（* 1986年）[719]